# Liste von Ingenieuren
Dies ist eine Liste von Ingenieuren, die wichtige Leistungen erbracht haben.

## A
| Ingenieur                              | Lebensdaten      | Erfindungen, Leistungen, ingenieurwissenschaftliche Tätigkeiten                                                           |
| -------------------------------------- | ---------------- | --- |
| Carl Roman Abt                         | 1850–1933        | Bergbahn und Zahnradbahn-Pionier                                                                                          |
| Jakob Ackeret                          | 1898–1981        | Aerodynamik |
| William Adams                          | 1823–1904        | Lokomotivbau |
| Taqi ad-Din                            | 1526–1585        | Dampfmaschine, Kolbenpumpe, mechanische Uhren, Teleskop                                                                   |
| William Alexander Adams                | 1821–1896        | Eisenbahnwagen |
| William Bridges Adams                  | 1797–1872        | Eisenbahn |
| Clément Ader                           | 1841–1925        | Aderscher Fernsprecher, Luftfahrtpionier                                                                                  |
| Leonhard Adler                         | 1882–1965        | Maschinenbauer |
| Arnold Agatz                           | 1891–1980        | deutscher Hafenbauingenieur und Hafenbaudirektor in Bremen                                                                |
| Ernst Alban                            | 1791–1856        | Hochdruckdampfmaschine |
| Ernst Fredrik Werner Alexanderson      | 1878–1975        | Sprechfunk, Hochfrequenz-Wechselstromgenerator                                                                            |
| Al-Jazari                              | 1136–1206        | mechanische Apparaturen und Fachliteratur                                                                                 |
| Lorenzo Allievi                        | 1856–1941        | italienischer Ingenieur, Druckstoß-Theorie                                                                                |
| Othmar Ammann                          | 1879–1965        | Brückenbau |
| William Anderson                       | 1834–1898        | Fabriksbau |
| Ludwig Apfelbeck                       | 1903–1987        | Verbrennungsmotor |
| Erich Hans Apel                        | 1917–1965        | Maschinenbauer und Minister                                                                                               |
| Hermann Appel                          | 1932–2002        | Kraftfahrzeuge, Verkehrswesen, Automobilindustrie                                                                         |
| Alexander Alexandrowitsch Archangelski | 1892–1978        | Flugzeugbau (Archangelski Ar-2)                                                                                           |
| Archimedes                             | ≈287–212 v. Chr. | Archimedisches Prinzip, Schraubenpumpe                                                                                    |
| John Argyris                           | 1913–2004        | Pionier der Finite-Elemente-Methode                                                                                       |
| Richard Arkwright                      | 1732–1792        | Spinnmaschine |
| Edwin Howard Armstrong                 | 1890–1954        | Rückkopplung, Breitband-Frequenzmodulation, Multiplexverfahren                                                            |
| Ferdinand Joseph Arnodin               | 1845–1924        | Brückenbau, Schwebefähre                                                                                                  |
| Ove Arup                               | 1895–1988        | britisch-dänisch-norwegischer Ingenieur, Tragwerksplaner, Theoretiker und Gründer des Ingenieurbüros Arup; Mulberry-Hafen |
| Jean François d’Aubuisson de Voisins   | 1769–1841        | französischer Ingenieur und Geologe; Hydraulik                                                                            |
| Hertha Marks Ayrton                    | 1854–1923        | englische Mathematikerin und Elektroingenieurin                                                                           |

## B
| Ingenieur                                  | Lebensdaten          | Erfindungen, Leistungen, ingenieurwissenschaftliche Tätigkeiten                                                            |
| ------------------------------------------ | -------------------- | --- |
| Brunolf Baade                              | 1904–1969            | Flugzeugbau (152) |
| Joseph von Baader                          | 1763–1835            | Eisenbahn, Maschinenbau, Bergbau, Schifffahrt                                                                              |
| Charles Babbage                            | 1791–1871            | Wegbereiter der Computertechnik: Analytische Maschine und Differenzmaschine                                                |
| Carl von Bach                              | 1847–1931            | Maschinenbau |
| George Bähr                                | 1666–1738            | Kirchenbau |
| John Logie Baird                           | 1888–1946            | Fernsehen |
| Benjamin Baker                             | 1840–1907            | Bauingenieurwesen (Firth-of-Forth-Brücke)                                                                                  |
| John Fleetwood Baker                       | 1901–1985            | britischer Bauingenieur und Professor für Baustatik in Cambridge                                                           |
| Stephen Balzer                             | 1864–1940            | erster Umlaufmotor, Manly-Balzer-Triebwerk                                                                                 |
| Hannskarl Bandel                           | 1925–1993            | Baustatik |
| Peter Bang                                 | 1900–1957            | Mitgründer von Bang & Olufsen                                                                                              |
| Donát Bánki                                | 1859–1922            | Bánki-Csonka-Motor, Vergaser, Bánki-Motor, Durchströmturbine                                                               |
| John Barber                                | 1734–1801            | Theoretisches Prinzip einer Gasturbine                                                                                     |
| Oskar Barnack                              | 1879–1936            | Kleinbildkamera, Leica, 35-mm-Film, Kleinbildformat                                                                        |
| John Barnard                               | * 1946               | Rennwagenentwickler |
| Mary Barra                                 | * 1961               | Elektrotechnik-Ingenieurin, erste Frau an der Spitze eines Automobilunternehmens (General Motors)                          |
| Eugenio Barsanti                           | 1821–1864            | italienischer Ingenieur und Erfinder eines Verbrennungsmotors                                                              |
| Hans Bartsch von Sigsfeld                  | 1861–1902            | deutscher Luftschiffkonstrukteur; Drachenballon                                                                            |
| Friedrich Bassler                          | 1909–1992            | deutscher Wasserbauingenieur                                                                                               |
| Klaus-Jürgen Bathe                         | * 1943               | deutscher Ingenieurwissenschaftler, FEM                                                                                    |
| Jean-Maurice-Émile Baudot                  | 1845–1903            | Telekommunikation |
| Gustav Bauer                               | 1871–1953            | Maschinen für Schnelldampfer                                                                                               |
| Wilhelm Bauer                              | 1822–1875            | erstes modernes U-Boot |
| Gottlob Bauknecht                          | 1892–1976            | „Landfreund“ (Universalelektromotor), „Allfix“ (elektrische Rührhilfe), Gründer von Bauknecht                              |
| Reinhard Baumeister                        | 1833–1917            | Städtebau (Generalbauplan für Heilbronn)                                                                                   |
| Johann Bauschinger                         | 1834–1893            | Materialwissenschaften, Werkstoffprüfung, Bauschingereffekt                                                                |
| Joseph Bazalgette                          | 1819–1891            | Tiefbau |
| Henri Bazin                                | 1829–1917            | Frankreich; Hydrauliker, Bazin-Fließformel                                                                                 |
| Andreas von Bechtolsheim                   | * 1955               | Computertechnik, Mitgründer von Sun Microsystems, Sun-1                                                                    |
| Heinrich Beck                              | 1878–1937            | Hochleistungsscheinwerfer                                                                                                  |
| Georg Beer                                 | ≈1527–1600           | deutscher Renaissance-Baumeister                                                                                           |
| Bernard de Bélidor                         | 1697/98–1761         | Ingenieurwissenschaftler; Hydraulik                                                                                        |
| Ralph Bellamy                              | * 1938               | Maschinenbauer, Formel-1-Rennwagen-Konstrukteur                                                                            |
| Louis Maurice Adolphe Linant de Bellefonds | 1799–1883            | französischer Forschungsreisender, Bauminister in Ägypten, Planung und Bau des Sueskanals                                  |
| Ewald Bellingrath                          | 1838–1903            | Schiffbau |
| Giuseppe Belluzzo                          | 1876–1952            | Belluzzo-Dampfturbinenlokomotive                                                                                           |
| August Benckiser                           | 1820–1894            | Maschinenbauer; Eisengießerei, Brückenbau                                                                                  |
| Alfred Rosling Bennett                     | 1850–1928            | Elektrotechnik |
| Carl Benz                                  | 1844–1929            | Automobil, Mitgründer der Daimler Benz AG                                                                                  |
| Enrico Benzing                             | * 1932               | Maschinenbauer; Aerodynamik, Rennmotorentechnik                                                                            |
| Max Berek                                  | 1886–1949            | Berek-Kompensator, Universal-Drehtisch, Spaltphotometer                                                                    |
| Rudolph Berg                               | 1823–1883            | deutscher Architekt, Bauingenieur für Wasser- und Eisenbahnbau und Stadtbaurat                                             |
| Georgi Michailowitsch Berijew              | 1903–1979            | Amphibienflugzeuge |
| Emil Berliner                              | 1851–1929            | Schallplatte, Grammophon                                                                                                   |
| Walter Bernatzik                           | 1899–1953            | österreichischer Bauingenieur und Geotechniker                                                                             |
| Karl Bernhard                              | 1859–1937            | Bauingenieurwesen |
| Gabriele Bertazzolo                        | 1570–1626            | italienischer Ingenieur und Kartograf                                                                                      |
| José Luis Sánchez Besa                     | 1879–1955            | chilenischer Luftfahrtpionier und Flugbootentwickler                                                                       |
| Henry Bessemer                             | 1813–1898            | Bessemerbirne, Bessemer-Verfahren                                                                                          |
| Jacques Besson                             | ≈ 1540–1576          | Gewindedrehbank, erstes Buch über Maschinentechnik                                                                         |
| Agustín de Betancourt                      | 1758–1824            | optische Telegraphenlinie                                                                                                  |
| Karl Bethge                                | 1847–1900            | Eisenbahn |
| Enrico Betti                               | 1823–1892            | Mathematiker und Ingenieur, Satz von Betti                                                                                 |
| Albert Betz                                | 1885–1968            | Windkraftanlage |
| Charles Beyer (Karl Friedrich Beyer)       | 1813–1876            | Eisenbahnpionier |
| Kurt Beyer                                 | 1881–1952            | Bauingenieurwesen |
| Otto Bieligk                               | 1897–1964            | deutscher Bauingenieur und Hochschullehrer                                                                                 |
| Fulgence Bienvenüe                         | 1852–1936            | Chef-Ingenieur des Pariser Brücken- und Straßenbauamts; Métro Paris                                                        |
| Paul Bilfinger                             | 1858–1928            | deutscher Brückenbauingenieur                                                                                              |
| Georg Bilkenroth                           | 1898–1982            | Braunkohlenindustrie, Braunkohlenhochtemperaturvergasung                                                                   |
| Dieter Binninger                           | 1938–1991            | Ewigkeitsglühbirne |
| Édouard Biot                               | 1803–1850            | französischer Eisenbahningenieur und Sinologe                                                                              |
| Marc Birkigt                               | 1878–1953            | Schweizer Automobil- und Motorenbaupionier (La Hispano-Suiza)                                                              |
| László József Bíró                         | 1899–1985            | Erfinder des Kugelschreibers                                                                                               |
| Laurits Bjerrum                            | 1918–1973            | in Norwegen wirkender Bodenmechaniker                                                                                      |
| Viktor Blaess                              | 1876–1951            | deutscher Professor für angewandte Mechanik und Schwingungslehre                                                           |
| Heinrich Blasius                           | 1883–1970            | deutscher Ingenieur und Hochschullehrer; Strömungsmechanik                                                                 |
| Adolf Bleichert                            | 1845–1901            | deutscher Ingenieur und Unternehmer; Seilbahn                                                                              |
| John Blenkinsop                            | 1783–1831            | englischer Ingenieur und Unternehmer; Zahnrad-Dampflokomotive                                                              |
| Louis Blériot                              | 1872–1936            | Luftfahrtpionier |
| Rudolf Sigismund Blochmann                 | 1784–1871            | deutscher Ingenieur und Unternehmer, Pionier der Gasbeleuchtung                                                            |
| Alan Blumlein                              | 1903–1942            | elektrisches Zweikanal-Tonaufzeichnungsverfahren, Stereofonie, 405-zeiliges Fernsehsystem mit 50 Zeilensprüngen            |
| Adamo Boari                                | 1863–1928            | italienischer Bauingenieur und Architekt                                                                                   |
| William Edward Boeing                      | 1881–1956            | Flugzeuge, Gründer des Unternehmens Boeing                                                                                 |
| Werner Boie                                | 1901–1978            | Maschinenbauer; Verbrennung, Kraftwerkstechnik, Wärmetechnik                                                               |
| Ludwig Bölkow                              | 1912–2003            | düsengetriebenes Jagdflugzeug                                                                                              |
| Léon Bollée                                | 1870–1913            | Automobile (Voiturette) und Rechenmaschinen                                                                                |
| Hermann Bonin                              | 1880–1945            | deutscher Maschinenbauingenieur und Rektor der RWTH Aachen                                                                 |
| Hubert Cecil Booth                         | 1871–1955            | Staubsauger |
| Carl F. W. Borgward                        | 1890–1963            | Automobilkonstruktionen |
| Hubert Borowicka                           | 1910–1999            | Professor für Grundbau und Bodenmechanik in Wien                                                                           |
| August von Borries                         | 1852–1906            | Entwicklung von Dampflokomotiven                                                                                           |
| Bodo von Borries                           | 1905–1956            | Elektrotechnik und Miterfinder des Elektronenmikroskops                                                                    |
| Carl Bosch                                 | 1874–1940            | Mitentwickler des Haber-Bosch-Verfahrens                                                                                   |
| Robert Bosch                               | 1861–1942            | Zündkerze, Dieseleinspritzung, Gründer der Bosch GmbH                                                                      |
| Thomas Bouch                               | 1822–1880            | Eisenbahnbau (Firth-of-Tay-Bridge)                                                                                         |
| Isaac Watt Boulton                         | 1823–1899            | Eisenbahn |
| Matthew Boulton                            | 1728–1809            | englischer Ingenieur und Unternehmer der frühen Industriellen Revolution                                                   |
| Eugène Bourdon                             | 1808–1884            | französischer Uhrmacher, Ingenieur und Erfinder; Bourdonfeder                                                              |
| Joseph Bramah                              | 1748–1814            | Hydraulische Presse |
| Giovanni Branca                            | 1571–1645            | Erfinder der Dampfturbine                                                                                                  |
| Karl Brandau                               | 1849–1917            | deutscher Ingenieur und Unternehmer                                                                                        |
| Karlheinz Brandenburg                      | * 1954               | MP3-Format |
| Heinz Brandl                               | * 1940               | österreichischer Bauingenieur und Geotechniker                                                                             |
| Alfred Brandt                              | 1846–1899            | deutscher Ingenieur und Erfinder der hydraulischen Drehbohrmaschine; Simplontunnel                                         |
| Thomas Brassey                             | 1805–1870            | englischer Unternehmer und Bauingenieur; Eisenbahnbau                                                                      |
| Ferdinand Braun                            | 1850–1918            | Elektrotechnik (Braunsche Röhre)                                                                                           |
| Wernher von Braun                          | 1912–1977            | Raketen- und Weltraumtechnik                                                                                               |
| Karl Julius Braunsdorf                     | 1807–1883            | Maschinenbauer; Drahtseilförderung                                                                                         |
| George Brayton                             | 1830–1892            | Forscher, Erfinder und Unternehmer (Brayton-Kreisprozess, Brayton-Motor, Straßen- und Schienenfahrzeuge mit Brayton-Motor) |
| Louis Charles Breguet                      | 1880–1955            | Tragschrauber, Mitbegründer von Air France                                                                                 |
| Louis Brennan                              | 1852–1932            | irisch-australischer Konstrukteur und Erfinder; Torpedo, Einschienenbahn                                                   |
| Guido Brescius                             | 1824–1864            | Eisenbahnbau |
| Rudolf Bredt                               | 1842–1900            | Maschinenbauer; Kranbau, Bredtsche Formel                                                                                  |
| Jacob und John Watkins Brett               | 1808–1898, 1805–1863 | Telegrafie, Seekabel |
| Johan August Brinell                       | 1849–1925            | Brinellmaschine, Härte von Metallen und Legierungen                                                                        |
| Eric Broadley                              | 1928–2017            | Fahrzeugentwickler |
| Alec Broers                                | * 1938               | Elektrotechniker und Nanotechniker, Elektronenstrahlgeräte                                                                 |
| Johann Brotan                              | 1843–1918            | Maschinenbauer; Lokomotiven-Röhrenfeuerbüchse (Brotankessel)                                                               |
| Samuel Brown                               | 1776–1852            | Brückenbau, Kettenbrücke                                                                                                   |
| Samuel Brown                               | † 1849               | Verbrennungsmotor (Gasmotor)                                                                                               |
| Walter Bruch                               | 1908–1990            | Fernsehen |
| Isambard Kingdom Brunel                    | 1806–1859            | Verkehrswesen: (Schiff-, Eisenbahnbau)                                                                                     |
| Marc Isambard Brunel                       | 1769–1849            | Tunnelbau (Themse-Tunnel)                                                                                                  |
| Stefan Bryła                               | 1886–1943            | Fach- und Lehrbücher |
| Alfred Büchi                               | 1879–1959            | Turbolader |
| Hermann Bücking                            | 1848–1926            | deutscher Tiefbauingenieur und Oberbaudirektor in Bremen                                                                   |
| Edwin Beard Budding                        | 1796–1846            | mechanischer Spindelmäher                                                                                                  |
| Ettore Bugatti                             | 1881–1947            | Automobil |
| Gerald Bull                                | 1928–1990            | Ingenieur, Artilleriegeschütze                                                                                             |
| Hans-Jörg Bullinger                        | * 1944               | Maschinenbauer; Fraunhofer-Gesellschaft                                                                                    |
| Bernardo Buontalenti                       | 1531–1608            | Italien; Befestigungen, Theatermaschinen                                                                                   |
| Eberhard Burger                            | * 1943               | Baudirektor für den Wiederaufbau der Dresdner Frauenkirche                                                                 |
| Arnold Bürkli                              | 1833–1894            | Städtebau (Zürich) |
| Fritz Büsching                             | * 1940               | Bauingenieur und Wasserbauer                                                                                               |
| Adolf Busemann                             | 1901–1986            | Aerodynamiker |
| Vannevar Bush                              | 1890–1974            | Analogrechner |
| David Bushnell                             | 1740–1824            | erstes U-Boot |
| Cécile Butticaz                            | 1884–1966            | erste europäische Elektroingenieurin                                                                                       |

## C
| Ingenieur                              | Lebensdaten | Erfindungen, Leistungen, ingenieurwissenschaftliche Tätigkeiten |
| -------------------------------------- | ----------- | --- |
| Santiago Calatrava                     | * 1951      | Architektur und Bauingenieurwesen (Turning Torso, Puente del Alamillo) |
| Rudolf Camerer                         | 1869–1921   | deutscher Maschinenbauingenieur und Hochschullehrer; spezifische Drehzahl |
| Giovanni Battista Caproni              | 1886–1957   | Luftfahrtpionier |
| Albert Caquot                          | 1881–1976   | Frankreich; Luftfahrt und Bauingenieurwesen |
| Gerolamo Cardano                       | 1501–1576   | Italien; Universalgelehrter; Medizin, Mathematik, Ingenieurwissenschaften, Architektur u.v.m. Die Kardanwelle ist nach ihm benannt.                                                                                    |
| Rudolf von Carnall                     | 1804–1874   | deutscher Bergingenieur |
| Edmond Cartwright                      | 1743–1823   | mechanischer Webstuhl |
| Arthur Casagrande                      | 1902–1981   | Bodenmechanik, Geotechnik und Bauingenieurwesen |
| Carlo Alberto Castigliano              | 1847–1884   | Baumeister, Ingenieur und Wissenschaftler |
| Salomon de Caus                        | 1576–1626   | Miterfinder der Dampfmaschine |
| Louis-Alexandre de Cessart             | 1719–1806   | Wasserbauten bei Cherbourg |
| Clyde Vernon Cessna                    | 1879–1954   | Luftfahrtpionier |
| Albert Champion                        | 1878–1927   | AC-Zündkerze, Champion Ignition Company |
| Octave Chanute                         | 1832–1910   | amerikanischer Eisenbahningenieur und Luftfahrt-Pionier |
| André Chapelon                         | 1892–1978   | Entwicklung von Dampflokomotiven |
| Anthony Colin Bruce Chapman            | 1928–1982   | Gründer von Lotus |
| Claude Chappe                          | 1763–1805   | optischer Telegraph |
| Alexander Alexandrowitsch Charkewitsch | 1904–1965   | Wissenschaftler und Pionier der Nachrichtentechnik |
| Jacques Charles                        | 1746–1823   | Wasserstoff-Ballon |
| Antoine de Chézy                       | 1718–1798   | Hydraulik |
| John Walter Christie                   | 1865–1944   | Christie-Laufwerk (Panzer-Federung), u. a. für den T-34. Drehturm für Schiffsgeschütze, Frontantrieb für Automobile |
| Walter Percy Chrysler                  | 1875–1940   | Automobil |
| Juan de la Cierva                      | 1895–1936   | Luftfahrtpionier |
| Cesar Cipolletti                       | 1843–1908   | italienisch/argentinischer Ingenieur, Wasserbau |
| André Citroën                          | 1878–1935   | Automobil |
| Émile Clapeyron                        | 1799–1864   | französischer Physiker und Ingenieurwissenschaftler; Thermische Zustandsgleichung idealer Gase, Clapeyron-Gleichung, Clausius-Clapeyron-Gleichung, Clapeyron-Slope, Clapeyron-Gleichung in der Baustatik/Balkentheorie |
| Adolphe Clément                        | 1855–1928   | Automobil- und Luftschiffpionier, Konstrukteur und Unternehmer |
| Henry Clothier                         | 1872–1938   | englischer Starkstromingenieur und Erfinder |
| Ray W. Clough                          | 1920–2016   | Baustatik und Mitbegründer der Finite-Elemente-Methode |
| Henri Marie Coandă                     | 1886–1972   | Thermojet |
| Christopher Cockerell                  | 1910–1999   | Luftkissenboot |
| Edmond Coignet                         | 1856–1915   | Beton-Wasserschloss, Wassertürme |
| François Coignet                       | 1814–1888   | Pionier des Eisenbetons |
| Ludwig August Colding                  | 1815–1888   | dänischer Physiker und Ingenieur; Energieerhaltungssatz, Straßenbau, Gas- und Wasserversorgung |
| Alexandre Collin                       | 1808–1890   | französischer Bauingenieur, Pionier der Geotechnik |
| Samuel Colt                            | 1814–1862   | Erfinder des Colt-Revolvers |
| Charles Combes                         | 1801–1872   | französischer Ingenieur |
| Nicolas-Jacques Conté                  | 1755–1805   | Härte von Bleistiften, optische Telegrafie |
| William Fothergill Cooke               | 1806–1879   | Telegrafie |
| John Cooper                            | 1923–2000   | Automobil- und Rennwagenkonstrukteur |
| Henry Cort                             | 1740–1800   | England; Eisenwalzen, Puddelverfahren |
| Heitor da Silva Costa                  | 1873–1947   | Bauingenieurwesen (Christus-Statue) in Rio de Janeiro |
| Mike Coughlan                          | * 1959      | Maschinenbauer; Formel-1-Rennwagen-Konstrukteur |
| Charles Augustin de Coulomb            | 1736–1806   | Ingenieuroffizier und Physiker; Beiträge zur Elektrostatik (Coulombsches Gesetz), Magnetostatik, Baustatik, Erddruck, Schergesetz, Haftreibung                                                                         |
| Pierre Couplet                         | ≈1670–1743  | Erddruck auf Gewölbebau |
| Poul la Cour                           | 1846–1908   | Windkraftanlage |
| Jack Cover                             | 1920–2009   | Elektroschockpistole |
| Edward Alfred Cowper                   | 1819–1893   | Cowper-Apparat (Winderhitzer), Fahrrad-Tangentialspeichen |
| André Coyne                            | 1891–1960   | Talsperren, besonders Bogenstaumauern |
| Thomas Russell Crampton                | 1816–1888   | Maschinenbau: dampfgetriebene Fahrmaschine, Crampton-Lokomotive |
| Luigi Cremona                          | 1830–1903   | italienischer Mathematiker, Statiker und Politiker; Cremonaplan |
| Hardy Cross                            | 1885–1959   | Cross-Verfahren |
| Frank Crowe                            | 1882–1946   | US-amerikanischer Bauingenieur; Chefingenieur beim Hoover Dam und anderen großen Talsperren |
| Johann Culemeyer                       | 1883–1951   | deutscher Bauingenieur und Reichsbahn-Maschinentechniker; Straßenroller „Culemeyer“ |
| Karl Culmann                           | 1821–1881   | Fachwerkbrücken, Fachwerktheorie |
| Charles Gordon Curtis                  | 1860–1953   | US-amerikanischer Ingenieur, Erfinder und Patentanwalt; Curtis-Dampfturbine |
| Glenn Curtiss                          | 1878–1930   | Luftfahrtpionier |

## D
| Ingenieur                      | Lebensdaten | Erfindungen, Leistungen, ingenieurwissenschaftliche Tätigkeiten                                          |
| ------------------------------ | ----------- | --- |
| Gustaf Dalén                   | 1869–1937   | schwedischer Ingenieur, erhielt 1912 den Nobelpreis für Physik                                           |
| Gottlieb Daimler               | 1834–1900   | Benzinmotor (Weiterentwicklung des Ottomotors), Automobil, Mitgründer der Daimler Benz AG                |
| Ernst Danielson                | 1866–1907   | schwedischer Starkstrom-Ingenieur, Pioniere der schwedischen Elektrotechnik                              |
| Konrad Dannenberg              | 1912–2009   | Raketenpionier, V2-Raketenentwicklungsprogramm Peenemünde                                                |
| Henry Darcy                    | 1803–1858   | Grundwasser- und Sickerströmungen                                                                        |
| Sidney Darlington              | 1906–1997   | impulskomprimierende Chirp-Radartechnik, Darlington-Schaltung                                            |
| Alexandre Darracq              | 1855–1931   | Automobilpionier, Konstrukteur und Unternehmer                                                           |
| Georges Darrieus               | 1888–1979   | Darrieus-Rotor (Windkraftanlage)                                                                         |
| Marcel Dassault                | 1892–1986   | Mirage-Flugzeuge, Gründer des Unternehmens Dassault Aviation                                             |
| Kurt Heinrich Debus            | 1908–1983   | deutscher Raketenpionier                                                                                 |
| Alonzo G. Decker               | 1884–1956   | Mitgründer von Black & Decker, Pistolengriff mit eingebautem Druckschalter bei Handbohrmaschine          |
| Marcel Deprez                  | 1843–1918   | Elektroingenieur; Energieübertragung                                                                     |
| Frank Dernie                   | * 1950      | Maschinenbauer; Formel-1-Rennwagen-Konstrukteur                                                          |
| Jochen Deuse                   | * 1967      | Maschinenbauer; Arbeits- und Produktionssysteme                                                          |
| John Dickinson                 | 1782–1869   | Papiermaschine                                                                                           |
| William K. L. Dickson          | 1860–1935   | Elektroingenieur und Erfinder – Kinetograph, Kinetoskop                                                  |
| Rudolf Diesel                  | 1858–1913   | Dieselmotor                                                                                              |
| Albert de Dion                 | 1856–1946   | Automobilpionier                                                                                         |
| Silviu Dimitrovici             | 1925–1964   | Bauingenieurwesen                                                                                        |
| Franz Dischinger               | 1887–1953   | Stahlbeton-Schalenbau und Spannbeton                                                                     |
| Ray Dolby                      | 1933–2013   | Dolby-Verfahren                                                                                          |
| Michail von Dolivo-Dobrowolsky | 1862–1919   | Asynchronmotor, Drehstrom, Drehstrom-Hochspannungs-Übertragung, Phasenmesser, ferrodynamischer Wattmeter |
| Nikolai Dolleschal             | 1899–2000   | sowjetisch-russischer Energietechniker; sowjetische Atombombe                                            |
| Hans Dominik                   | 1872–1945   | Elektrotechnik, Maschinenbau und Science-Fiction-Romane                                                  |
| Bryan Donkin                   | 1768–1855   | Miterfinder der Schnellpresse und des Trockenzylinders                                                   |
| Walter Dornberger              | 1895–1980   | Maschinenbauer und Generalmajor der deutschen Wehrmacht, Raketenwaffen, Raketentechnik                   |
| Claude Dornier                 | 1884–1969   | Flugzeugbau (Do 17, Do 217, Alpha Jet)                                                                   |
| Donald Wills Douglas           | 1892–1981   | Flugzeuge, McDonnell Douglas                                                                             |
| Karl Drais                     | 1785–1851   | Fahrrad (Draisine)                                                                                       |
| Charles Stark Draper           | 1901–1987   | Inertiales Navigationssystem                                                                             |
| Heinrich Dubbel                | 1873–1947   | Maschinenbauer; Taschenbuch für den Maschinenbau                                                         |
| Henri Edouard Dubied           | 1823–1878   | Gründer der Edouard Dubied & Cie. SA, Weiterentwicklung der Strickmaschine                               |
| André Dubonnet                 | 1897–1980   | Unternehmer (Dubonnet, Automobiles André Dubonnet), Entwicklung der Dubonnet-Federung                    |
| Robert Dubs                    | 1880–1963   | Wasserbauingenieur und Hochschullehrer                                                                   |
| Alfred Durand-Claye            | 1841–1888   | französischer Ingenieur; Rieselfelder                                                                    |
| Gérard Ducarouge               | 1941–2015   | Maschinenbauer; Formel-1-Rennwagen-Konstrukteur                                                          |
| Keith Duckworth                | 1933–2005   | britischer Ingenieur; Motoren für den Automobilsport                                                     |
| William Du Bois Duddell        | 1872–1917   | englischer Elektrotechniker                                                                              |
| Momir Durovic                  | * 1941      | Elektrotechnik                                                                                           |
| Joseph-Michel Dutens           | 1765–1848   | französischer Bauingenieur und Nationalökonom                                                            |
| Karl Dyckerhoff                | 1825–1893   | deutscher Bauingenieur, Enkel des Unternehmensgründers Dyckerhoff                                        |
| Wilhelm Gustav Dyckerhoff      | 1805–1894   | Bauingenieurwesen, Gründer der Dyckerhoff AG                                                             |
| James Dyson                    | * 1947      | Gründer von Dyson, beutelloser Staubsauger, rotorloser Ventilator                                        |

## E
| Ingenieur                        | Lebensdaten    | Erfindungen, Leistungen, ingenieurwissenschaftliche Tätigkeiten                         |
| -------------------------------- | -------------- | --------------------------------------------------------------------------------------- |
| George Eastman                   | 1854–1932      | Polaroid, Kodak                                                                         |
| John Presper Eckert              | 1919–1995      | Computerpionier                                                                         |
| Thomas Alva Edison               | 1847–1931      | Elektrotechnik: Glühlampe, Mikrofon, Elektromotor, Generator, Edison-Effekt, Phonograph |
| Harold E. Edgerton               | 1903–1990      | Stroboskop                                                                              |
| Krafft Arnold Ehricke            | 1917–1984      | deutsch-amerikanischer Raketentechniker; V2-Raketenentwicklungsprogramm Peenemünde      |
| Gustave Eiffel                   | 1832–1923      | Eiffelturm, Freiheitsstatue                                                             |
| Roland Eisenlohr                 | 1887–1959      | deutscher Luftfahrttechniker und Bauingenieur                                           |
| Paul Eisler                      | 1907–1992      | Leiterplatte                                                                            |
| Anton Elbel                      | 1834–1912      | österreichischer Lokomotiv-Konstrukteur                                                 |
| Ægidius Elling                   | 1861–1949      | erste funktionierende Gasturbine                                                        |
| James Elmes                      | 1782–1862      | Bauingenieurwesen und Architektur                                                       |
| Ludwig Elsbett                   | 1913–2003      | Elsbett-Motor                                                                           |
| Friedrich Ignaz von Emperger     | 1862–1942      | Begründer des Betonkalenders                                                            |
| Hubert Engels                    | 1854–1945      | deutscher Wasserbauingenieur und Hochschullehrer                                        |
| Wilhelm Engerth                  | 1814–1884      | Gebirgslokomotive                                                                       |
| Nils Ericson                     | 1802–1870      | schwedischer Ingenieur; Trollhätte-Kanal                                                |
| John Ericsson                    | 1803–1889      | Dampflokomotiven, Schiffspropeller, Heißluftmotoren                                     |
| Hans Conrad Escher von der Linth | 1767–1823      | Bauingenieurwesen                                                                       |
| Nicolas Esquillan                | 1902–1989      | Brücken- und Schalenbau                                                                 |
| Ilse Essers                      | 1898–1994      | Flugzeugkonstrukteurin, Autobiografin und Biografin                                     |
| Maria Eßlinger                   | 1913–2009      | Luftfahrtingenieurin                                                                    |
| Eupalinos                        | 6. Jh. v. Chr. | Tunnelbau (Tunnel des Eupalinos)                                                        |
| August Hanns Leonhard Euler      | * 1940         | deutscher Entwicklungsingenieur bei Eurocopter                                          |
| Oliver Evans                     | 1755–1819      | US-amerikanischer Erfinder und Unternehmer                                              |
| George Everest                   | 1790–1866      | Vermessungstechnik                                                                      |
| James Alfred Ewing               | 1855–1935      | Magnetismus, Hysterese                                                                  |
| Carl Exter                       | 1816–1870      | deutscher Eisenbahnpionier                                                              |
| Johann Albert Eytelwein          | 1764–1848      | Ziviltechnik, Architektur und Wasserbau                                                 |
| Max Eyth                         | 1836–1906      | Maschinenbau, Literatur                                                                 |

## F
| Ingenieur                   | Lebensdaten    | Erfindungen, Leistungen, ingenieurwissenschaftliche Tätigkeiten                                                     |
| --------------------------- | -------------- | --- |
| Oscar Faber                 | 1886–1956      | englischer Bauingenieur                                                                                             |
| Sir William Fairbairn       | 1789–1874      | eiserner Schiffsrumpf, Lancashire-Boiler                                                                            |
| Henri Farman                | 1874–1958      | Luftfahrt- und Automobilpionier, Unternehmer                                                                        |
| Johannes Faulhaber          | 1580–1635      | deutscher Mathematiker, Ingenieur und Festungsbaumeister                                                            |
| Wolmar Fellenius            | 1876–1957      | Geotechnik |
| Sebastian Ziani de Ferranti | 1864–1930      | Ferranti-Thomson-Wechselstromgenerator, elektrolytischer Elektrizitätszähler                                        |
| Galileo Ferraris            | 1847–1897      | Drehstromtechnik, Ferraris-Zähler, Ferrarisläufer                                                                   |
| Reginald Fessenden          | 1866–1932      | „Vater des Radio-Broadcastings“                                                                                     |
| Fritz Fiedler               | 1899–1972      | BMW-Ägide |
| Henri Fierz                 | 1897–1972      | schweizerischer Flugzeugkonstrukteur und Unternehmer                                                                |
| Albert Fink                 | 1827–1897      | Eisenbahnbrücken |
| James Finley                | 1756–1828      | Brückenbau (Jacob’s Creek Bridge)                                                                                   |
| Ulrich Finsterwalder        | 1897–1988      | Tragwerke |
| Aristotele Fioravanti       | ≈ 1415/20–1486 | italienischer Baumeister der Renaissance; Militäringenieur und Artillerie-Kommandeur                                |
| Artur Fischer               | 1919–2016      | Fischer-Dübel, Fischertechnik                                                                                       |
| Werner Fischer              | * 1939         | Maschinenbauer, Hochschuldidaktiker                                                                                 |
| Karl Flach                  | 1821–1866      | deutsch-chilenischer Ingenieur; U-Boot Flach (U-Boot)                                                               |
| Eugène Flachat              | 1802–1873      | französischer Eisenbahn-Ingenieur                                                                                   |
| John Ambrose Fleming        | 1849–1945      | Röhrendiode, Elektronenröhre, „Flemingventil“                                                                       |
| Anton Flettner              | 1885–1961      | Flettner-Rotor, Flugzeuge, Hubschrauber                                                                             |
| Henrich Focke               | 1890–1979      | Hubschrauber |
| Anton Herman Gerard Fokker  | 1890–1939      | Flugzeuge |
| August Föppl                | 1854–1924      | Bauwesen, Elektrodynamik, Föppl-Klammer                                                                             |
| Hermann Föttinger           | 1877–1945      | Drehmomentwandler                                                                                                   |
| Philipp Forchheimer         | 1852–1933      | Tiefbau, Wasserbau, Forchheimer-Gleichung                                                                           |
| Henry Ford                  | 1863–1947      | Automobil und Fließbandfertigung                                                                                    |
| Lee De Forest               | 1873–1961      | Vakuumröhre (Triode)                                                                                                |
| Mauro Forghieri             | 1935–2022      | Maschinenbauer; Formel-1-Rennwagen-Konstrukteur                                                                     |
| Rudolf Formis               | 1894–1935      | deutscher Ingenieur und Radiotechniker                                                                              |
| Jay W. Forrester            | 1918–2016      | Pionier der Computertechnik                                                                                         |
| Benoît Fourneyron           | 1802–1867      | Fourneyron-Turbine                                                                                                  |
| John Fowler                 | 1826–1864      | Dampfpflug |
| John Fowler                 | 1817–1898      | Eisenbahnbrückenbau (Firth-of-Forth-Brücke)                                                                         |
| Charles Fox                 | 1810–1874      | Bau- und Eisenbahningenieurswesen (Kristallpalast)                                                                  |
| Douglas Fox                 | 1840–1921      | britischer Bauingenieur, Eisenbahnpionier, Brücken- und Tunnelbauer                                                 |
| James Fox                   | 1789–1859      | Werkzeugmaschinen                                                                                                   |
| Henri de France             | 1911–1986      | Fernsehen |
| James B. Francis            | 1815–1892      | Francis-Turbine |
| Rudolf Franke               | 1870–1962      | deutscher Elektroingenieur                                                                                          |
| Ludwig Franzius             | 1832–1903      | deutscher Wasserbauingenieur, bremischer Oberbaudirektor, „Weserkorrektion“                                         |
| Otto Franzius               | 1877–1936      | deutscher Bauingenieur für Wasserbau und Rektor der TH Hannover                                                     |
| Augustin Jean Fresnel       | 1788–1827      | Fresnel-Linse, Wellenstruktur des Lichts                                                                            |
| Eugène Freyssinet           | 1879–1962      | Spannbeton, Brücken, Hallen, Hangars, Talsperren                                                                    |
| Conrad Freytag              | 1846–1921      | Stahlbetonbau |
| Carl Ludwig Frischen        | 1830–1890      | Telegrafie, Gegensprechverfahren, Eisenbahnstreckenblock, Vorläufer des Lautsprechers, erste elektrische Lokomotive |
| Max Friz                    | 1883–1966      | Flugzeugmotor mit Höhenvergaser, BMW-Motorrad R32                                                                   |
| Otto Karl Fröhlich          | 1885–1964      | österreichischer Bauingenieur und Geotechniker                                                                      |
| Alfred Führböter            | 1931–1992      | Bauingenieur und Wasserbauer                                                                                        |
| Robert Fulton               | 1765–1815      | U-Boot, Dampfschiffe North River Steamboat, USS Fulton                                                              |

## G
| Ingenieur                        | Lebensdaten | Erfindungen, Leistungen, ingenieurwissenschaftliche Tätigkeiten                |
| -------------------------------- | ----------- | ------------------------------------------------------------------------------ |
| Dennis Gábor                     | 1900–1979   | ungarischer Ingenieur; Nobelpreis für Physik 1971 (Erfindung der Holografie)   |
| Elijah Galloway                  | † 1856      | hubraumbildende Kraftmaschine                                                  |
| Henry Gantt                      | 1861–1919   | Maschinenbauer; Projektmanagement, Gantt-Diagramm                              |
| Josef Ganz                       | 1898–1967   | Automobilkonstruktionen (VW Käfer)                                             |
| Herbert William Garratt          | 1864–1913   | englischer Lokomotivkonstrukteur und Erfinder der Garratt-Lokomotive           |
| Louis Gathmann                   | 1843–1917   | Mühlen, Geschütze                                                              |
| Lucien Gaulard                   | 1850–1888   | Wechselstromtransformatoren                                                    |
| Emiland-Marie Gauthey            | 1732–1806   | Kirchen, Kanalbau, Brücken                                                     |
| Fritz Heinrich Geburtig          | 1883–1952   | erste elektrisch beheizte Sauna                                                |
| William Ged                      | 1690–1749   | Stereotypie                                                                    |
| Robert W. Gore                   | 1937–2020   | Gore-Tex                                                                       |
| Heinrich Gerber                  | 1832–1912   | Brückenbau, Gerberträger                                                       |
| Franz Anton von Gerstner         | 1796–1840   | böhmisch-österreichischer Ingenieur und Eisenbahnpionier                       |
| Robert Gerwig                    | 1820–1885   | deutscher Bauingenieur und Politiker; Straßenbau, Eisenbahnen                  |
| Carl Ritter von Ghega            | 1802–1860   | Semmeringbahn                                                                  |
| Henri Giffard                    | 1825–1882   | Luftschiffe                                                                    |
| Karl Heinrich Gisbert Gillhausen | 1856–1917   | Brücken, Industrieanlagen                                                      |
| Julius Wilhelm Gintl             | 1804–1883   | österreichisches Telegraphennetz                                               |
| Philippe Henri de Girard         | 1775–1845   | Flachsspinnmaschine, Röhrenkessel, rotierende Dampfmaschine, Dampfkanone       |
| Pierre-Simon Girard              | 1765–1836   | Hydraulik                                                                      |
| Kate Gleason                     | 1865–1933   | Erfinderin des Fertighauses                                                    |
| Alfred de Glehn                  | 1848–1936   | Entwicklung von Dampflokomotiven                                               |
| Jacob Goedecker                  | 1882–1957   | Flugzeugbau                                                                    |
| George Washington Goethals       | 1858–1928   | Erbauer des Panamakanals                                                       |
| Emanuel Goldberg                 | 1881–1970   | Chemiker, Techniker, Erfinder und Pionier der Informatik                       |
| Rudolf Goldschmidt               | 1876–1950   | Hochfrequenz-Telegraph                                                         |
| Karl Gölsdorf                    | 1861–1916   | österreichischer Lokomotivkonstrukteur                                         |
| Louis Adolf Gölsdorf             | 1837–1911   | österreichischer Lokomotiv-Konstrukteur                                        |
| Bernd Gombert                    | * 1960      | Maschinenbauer, Mechatroniker; Brake-by-Wire                                   |
| Daniel Gooch                     | 1816–1889   | Eisenbahningenieur und britischer Parlamentsabgeordneter                       |
| Fritz Gosslau                    | 1898–1965   | Versuchsingenieur bei den Fieseler-Werken, Strahltriebwerk                     |
| Eveline Gottzein                 | 1931–2023   | Luft- und Raumfahrttechnik                                                     |
| Hans Grade                       | 1879–1946   | Flugpionier; erster Motorflug in Deutschland                                   |
| Franz Grashof                    | 1826–1893   | Technikwissenschaft, Maschinenlehre                                            |
| Elisha Gray                      | 1835–1901   | Telegrafie, Telefon, „Telautograph“                                            |
| Nigel Gresley                    | 1876–1941   | Maschinenbauer, Dampflokomotivenkonstrukteur; LNER-Klasse A4                   |
| Otto Griessing                   | 1897–1958   | Volksempfänger                                                                 |
| Alan Arnold Griffith             | 1893–1963   | britischer Ingenieur; Materialermüdung, Strahlturbinen                         |
| Helmut Gröttrup                  | 1916–1981   | Lenk- und Steuersysteme der V2, Chipkarte                                      |
| Martin Fürchtegott Grübler       | 1851–1935   | deutscher Maschinenbauingenieur; Grüblersche Gleichung                         |
| Max Grundig                      | 1908–1989   | Gründer der Grundig AG                                                         |
| Heinrich Eduard Gruner           | 1873–1947   | Schweizer Bauingenieur; Wasserkraftwerke, Bogenstaumauer am Lac de Montsalvens |
| Gustav Guanella                  | 1909–1982   | Schweizer Elektroingenieur und Erfinder; Hochfrequenztechnik DSSS, Balun       |
| Gerd Gudehus                     | * 1938      | deutscher Ingenieurwissenschaftler; Bodenmechanik und Grundbau                 |
| Otto von Guericke                | 1602–1686   | Vakuum, Luftdruck, Meteorologie, Elektrizität                                  |
| Michail Iossifowitsch Gurewitsch | 1893–1976   | MiG-Flugzeuge                                                                  |
| John Gwynn                       | 1713–1786   | Brückenbau                                                                     |

## H
| Ingenieur                            | Lebensdaten  | Erfindungen, Leistungen, ingenieurwissenschaftliche Tätigkeiten                                                                                      |
| ------------------------------------ | ------------ | --- |
| Conrad Haas                          | 1509–1576    | Militär- und Raketentechnik |
| Timotheus Hackworth                  | Anf. 19. Jh. | englischer Ingenieur; Dampflokomotive »Puffing Billy« 1813                                                                                           |
| Aimable Hageau                       | 1756–1836    | französischer Wasserbauingenieur |
| Gotthilf Heinrich Ludwig Hagen       | 1797–1884    | Hagen-Poiseuillesches Gesetz |
| Philipp Matthäus Hahn                | 1739–1790    | Neigungswaage, Rechenmaschine |
| William Halcrow                      | 1883–1958    | Tunnel, Kriegstechnik |
| Charles Martin Hall                  | 1863–1914    | Hall-Héroult-Verfahren zur Aluminium-Gewinnung |
| Jørgen Brinch Hansen                 | 1909–1969    | dänischer Bauingenieur; Grundbau und Bodenmechanik                                                                                                   |
| Thomas Harrison                      | 1744–1829    | Brückenbau |
| Charles Augustus Hartley             | 1825–1915    | Wasserbau |
| Richard Hartmann                     | 1809–1878    | Dampflokomotive, Sächsische Maschinenfabrik |
| Wilhelm Eugen Hartmann               | 1853–1915    | Federgalvanometer und Spiegelgalvanometer |
| Friedrich August Haselwander         | 1859–1932    | Erfinder des Drehstromgenerators |
| Zvi Hashin                           | 1929–2017    | Festkörpermechanik |
| Caroline Haslett                     | 1895–1957    | englische Elektro-Ingenieurin und Gründerin der britischen Women’s Engineering Society (WES)                                                         |
| Walter Häussermann                   | 1914–2010    | deutsch-US-amerikanischer Raketeningenieur |
| Geoffrey de Havilland                | 1882–1965    | Luftfahrtpionier |
| Thomas Hawksley                      | 1807–1893    | Wasserversorgung |
| Gebhard Hees                         | 1926–2009    | deutscher Bauingenieur und Professor für Baustatik                                                                                                   |
| Ernst Heinrich Heinkel               | 1888–1958    | Luftfahrtpionier |
| Friedrich von Hefner-Alteneck        | 1845–1904    | Hefnerkerze, Elektrotechnik |
| Roland Heinisch                      | * 1942       | Maschinenbauer; Deutsche Bahn AG |
| Henry Selby Hele-Shaw                | 1854–1941    | britischer Ingenieur und Hochschullehrer; Automobiltechnik und Luftfahrt, Hele-Shaw-Zelle                                                            |
| Jozef Karol Hell                     | 1713–1789    | Bergingenieur; Erfinder einer Wasserpumpe |
| Rudolf Hell                          | 1901–2002    | deutscher Elektrotechniker und Erfinder mit 131 Patenten                                                                                             |
| Richard von Helmholtz                | 1852–1934    | deutscher Ingenieur und Dampflokomotivenkonstrukteur                                                                                                 |
| Kurt Hemmerling                      | 1898–1977    | Theaterbau |
| Heinrich Hencky                      | 1885–1951    | deutscher Ingenieur |
| Carl Anton Henschel                  | 1780–1861    | Hydraulisches Kettengebläse, Henschel-Jonval-Turbine                                                                                                 |
| Moritz Hensoldt                      | 1821–1903    | Wegbereiter der Optik, Mikroskopie, Fernglas- und geodätischer Sektor, Orthoskopie Okular, Binokular, Skala-Entfernungsmesser, Pentagon-Winkelprisma |
| Gunter Henn                          | * 1947       | Architektur und Bauingenieurwesen |
| Walter Henn                          | 1912–2006    | Architektur und Bauingenieurwesen |
| François Hennebique                  | 1842–1921    | Stahlbeton |
| Otto Henninger                       | 1885–1966    | deutscher Ingenieur; Schluchseewerk |
| Kurt Herdemerten                     | 1900–1951    | deutscher Bergingenieur und Polarforscher |
| Carl Hering                          | 1860–1926    | Elektroingenieur; Induktionsversuch |
| Heron von Alexandria                 | † >62        | Heronsball, auch Aeolipile genannt |
| August Hertwig                       | 1872–1955    | deutscher Bauingenieur, Baubeamter und Hochschullehrer                                                                                               |
| Max Herzog                           | 1926–2012    | Schweizer Bauingenieur |
| Jürgen Hesselbach                    | * 1949       | Maschinenbauer; Hochschulprofessor |
| Edmund Heusinger von Waldegg         | 1817–1886    | Maschinenbauer, Eisenbahnpionier; Heusingersteuerung für Dampflokomotiven                                                                            |
| William Hewlett                      | 1913–2001    | Hewlett-Packard Company |
| Johann Wilhelm van Heys              | 1871–1960    | Windkraftanlagen |
| Wolfgang Hilberg                     | 1932–2015    | Funkuhr |
| Ott Christoph Hilgenberg             | 1896–1976    | Elektromaschinenbau; Expansionstheorie |
| Bernd Hillemeier                     | * 1941       | Bauingenieur; Baustoffe und Baustoffprüfung |
| Hans Hoebel                          | 1877–1966    | deutscher Wasserbauingenieur |
| Karl Hofacker                        | 1897–1991    | Schweizer Bauingenieur |
| Wilhelm Hoff                         | 1883–1945    | deutscher Flugtechniker |
| Wilhelm Höpflinger                   | 1853–1928    | Kugellager, Höpflinger-Kugelkorb für Wälzlager |
| Walter Hohmann                       | 1880–1945    | Raumfahrtpionier |
| Herman Hollerith                     | 1860–1929    | Lochkartensystem |
| Hans Erich Hollmann                  | 1899–1960    | Radartechnik |
| August Friedrich Wilhelm Holtzhausen | 1768–1827    | Dampfmaschine |
| Karl Holub                           | 1830–1903    | Waffentechnik: Tabernakelverschluss |
| Helmut Hölzer                        | 1912–1996    | deutscher Computer- und Raketenpionier |
| Hans Holzwarth                       | 1877–1953    | deutscher Maschinenbauingenieur, Erfinder der Holzwarth-Gasturbine                                                                                   |
| Hellmut Homberg                      | 1909–1990    | deutscher Bauingenieur; Brückenbau, Trägerrostberechnung                                                                                             |
| Hermann Honnef                       | 1878–1961    | Windkraftanlage |
| Gottlob Honold                       | 1876–1923    | leitender Ingenieur bei Robert Bosch, Automobilbau; Hochspannungsmagnetzünder (Zündkerze)                                                            |
| Max Honsell                          | 1843–1910    | Wasserbau |
| Hanns Hörbiger                       | 1860–1931    | Welteislehre |
| August Horch                         | 1868–1951    | Automobil, Audi |
| Ludwig Hotopp                        | 1854–1934    | deutscher Bauingenieur; Hotoppsche Schleusen |
| Bernhard Howaldt                     | 1850–1908    | Kieler Unternehmer des Maschinen-, Schiff- und Anlagenbaus                                                                                           |
| Georg Howaldt                        | 1841–1909    | Kieler Gründerzeitunternehmer und Schiffbauer |
| Elias Howe                           | 1819–1867    | Weiterentwicklung der Nähmaschine |
| William Howe                         | 1803–1852    | amerikanische Gitterbrücken, Howeträger |
| Alexander Hrennikoff                 | 1896–1984    | Mitbegründer der Finite-Elemente-Methode |
| Jürgen Hubbert                       | 1939–2021    | Maschinenbauer; Daimler AG |
| Fritz Huber                          | 1881–1942    | deutscher Konstrukteur und „Vater des Bulldogs“ |
| Ernst Hueter                         | 1896–1954    | deutscher theoretischer Elektrotechniker |
| David Edward Hughes                  | 1831–1900    | Typendrucktelegraf, Hughes Fernsprecher |
| Thomas J. R. Hughes                  | * 1943       | US-amerikanischer Ingenieur und Mathematiker |
| Pierre Henri Hugoniot                | 1851–1887    | Rankine-Hugoniot-Gleichung |
| Sven Hultin                          | 1889–1952    | schwedischer Bauingenieur und Pionier der Geotechnik                                                                                                 |
| Carl Humann                          | 1839–1896    | deutscher Ingenieur und Archäologe; Pergamonaltar |
| Walter Hunt                          | 1796–1859    | Sicherheitsnadel, Dreirad, Rocket Ball, Weiterentwicklung der Nähmaschine                                                                            |
| Benjamin Huntsman                    | 1704–1776    | England; Eisenverhüttung, Gussstahl |
| Ulrich W. Hütter                     | 1910–1990    | Windkraftanlage |
| Mikael Juul Hvorslev                 | 1895–1989    | dänischer Pionier der Bodenmechanik |

## I
| Ingenieur                        | Lebensdaten   | Erfindungen, Leistungen, ingenieurwissenschaftliche Tätigkeiten                                                          |
| -------------------------------- | ------------- | --- |
| Sergei Wladimirowitsch Iljuschin | 1894–1977     | Iljuschin-Flugzeuge |
| Mario Illien                     | * 1949        | Maschinenbauer; Formel-1-Motorenentwickler, Ilmor                                                                        |
| Karl Imhoff                      | 1876–1965     | Bauingenieurwesen, Pionier der Abwassertechnik                                                                           |
| Imhotep                          | ≈2700 v. Chr. | Pyramidenbau, Wasserversorgung. (Der älteste namentlich bekannte Ingenieur und der einzige, der als Gott verehrt wurde.) |
| Friedrich Indra                  | * 1940        | Verbrennungsmotor |
| Otto Intze                       | 1843–1904     | Wasserbau, Pionier des Talsperrenbaus und von Wassertürmen                                                               |
| Benjamin F. Isherwood            | 1822–1915     | Maschinenbauer; Eisenbahnbau und Schiffbau                                                                               |
| Heinz Isler                      | 1926–2009     | Schweizer Bauingenieur; Schalentragwerke                                                                                 |
| Shun’ichi Iwasaki                | 1926–2025     | Computer-Festplatten |

## J
| Ingenieur                         | Lebensdaten | Erfindungen, Leistungen, ingenieurwissenschaftliche Tätigkeiten                                                                                                |
| --------------------------------- | ----------- | --- |
| Otto Jabelmann                    | 20. Jahrh.  | Challenger-, Bigboy-Lokomotiven |
| Joseph-Marie Jacquard             | 1752–1834   | Netzstrickmaschine, Jacquardwebstuhl („Jacquard-Maschine“) |
| Alexander Sergejewitsch Jakowlew  | 1906–1989   | Jakowlew-Flugzeuge |
| József Jáky                       | 1893–1950   | ungarischer Bauingenieur für Grundbau und Bodenmechanik |
| Nilmar Janbu                      | 1921–2013   | norwegischer Bauingenieur und Bodenmechaniker |
| Karl Janisch                      | 1870–1946   | deutscher Maschinenbau-Ingenieur und Industrie-Manager |
| Gabriel Janka                     | 1864–1932   | österreichischer Forstwissenschaftler; Härteprüfung von Holz                                                                                                   |
| Karl Guthe Jansky                 | 1905–1950   | Radioastronomie |
| Iwan Ossipowitsch Jarkowski       | 1844–1902   | Bauingenieur, Jarkowski-Effekt |
| Richard Jelinek                   | 1914–2010   | österreichischer Bauingenieur für Grundbau und Bodenmechanik, Professor in München                                                                             |
| Fleeming Jenkin                   | 1833–1885   | britischer Elektroingenieur |
| Ronald Jenkins                    | 1907–1975   | englischer Ingenieur; Konstruktiver Ingenieurbau, Mulberry-Hafen                                                                                               |
| Alfred Jensch                     | 1912–2001   | Spiegelteleskope und andere astronomische Instrumente |
| Hans-Ludwig Jessberger            | 1932–2001   | deutscher Bauingenieur für Grundbau |
| William Jessop                    | 1745–1814   | englischer Bauingenieur; Kanalbau, Hafenbau, Eisenbahnen |
| Steve Jobs                        | 1955–2011   | Mitgründer von Apple, Apple I und II |
| Nicolas J. Jonval                 | 1804–1844   | Henschel-Jonval-Turbine |
| Claude François Jouffroy d’Abbans | 1751–1832   | französischer Ingenieur, erstes Dampfschiff |
| Bill Joy                          | * 1954      | Mitentwickler von Unix, vi, Weiterentwicklung von TCP/IP, SPARC, Solaris (SunOS), Java, Jini, Mitgründer von Sun Microsystems, Vater des Open-Source-Gedankens |
| Reinhardt Jünemann                | * 1936      | Maschinenbauer; industrielle Logistik |
| Hugo Junkers                      | 1859–1935   | Flugzeuge, Gegenläufermotor, Gasgeräte, Badeofen, Düsenkühler                                                                                                  |
| Günther W. Jörg                   | 1927–2010   | Bodeneffektfahrzeuge, Tandem-Airfoil-Flairboote |

## K
| Ingenieur                           | Lebensdaten | Erfindungen, Leistungen, ingenieurwissenschaftliche Tätigkeiten |
| ----------------------------------- | ----------- | --- |
| Michail Timofejewitsch Kalaschnikow | 1919–2013   | Sturmgewehr (AK-47) |
| Gaspar Kani                         | 1910–1968   | Bauingenieur; Kani-Verfahren |
| Viktor Kaplan                       | 1876–1934   | Kaplan-Turbine |
| Theodore von Kármán                 | 1881–1963   | Aerodynamik |
| Shōzō Kawasaki                      | 1837–1912   | Schiffbau, Luft- und Raumfahrttechnik, Fahrzeugbau (Eisenbahnen, Baufahrzeuge, Motorräder), Hoch- und Tiefbau sowie Maschinen- und Energieanlagenbau (Gasturbinen, Windenergieanlagen)                                 |
| Karl Kegel                          | 1876–1959   | Bergingenieur, Braunkohlebrikettierung |
| Hans-Peter Keitel                   | * 1947      | deutscher Bauingenieur und Manager |
| Rob Kell                            | 1902–1983   | Heizungs- und Lüftungstechnik |
| Franz Keller                        | 1807–1870   | Ingenieur; Eisenbahnnetz in Baden |
| Carl Kellner                        | 1826–1855   | Fernrohre, Mikroskope, Orthoskopisches Okular (Kellner-Okular) |
| Hermann Kemper                      | 1892–1977   | Magnetschwebebahn |
| Jean Kerisel                        | 1908–2005   | französischer Geotechnikingenieur, Erforscher historischer Baumethoden |
| Charles Kettering                   | 1876–1956   | US-amerikanischer Erfinder, Unternehmer (Delco) und Manager (NCR, GM). Elektrische Registrierkasse, elektrischer Anlasser, Kettering Bug (Vorläufer des Marschflugkörpers), Inkubator, Generator für Diesellokomotiven |
| Árpád Kézdi                         | 1919–1983   | ungarischer Bauingenieur in Grundbau und Bodenmechanik |
| Abdul Kadir Khan                    | 1936–2021   | pakistanischer Ingenieur und Atomtechnologiehändler |
| Fazlur Khan                         | 1929–1982   | bengalisch-amerikanischer Bauingenieur und Architekt |
| Jack Kilby                          | 1923–2005   | amerikanischer Elektrotechnik-Ingenieur, Nobelpreis für Physik 2000, Integrierter Schaltkreis |
| Eugen Kittel                        | 1859–1946   | Maschinenbauer; Lokomotivkonstruktionen, Kittel-Dampftriebwagen |
| Erasmus Kittler                     | 1852–1929   | Elektrotechnik-Pionier |
| Oscar Kjellberg                     | 1870–1931   | ummantelte Schweisselektrode für das Schweißen im Schiffbau |
| Ewald Georg von Kleist              | 1700–1748   | erster Kondensator (Leidener Flasche) |
| Wilhelm Klingenberg                 | 1899–1981   | deutscher Bauingenieur; Bauverwaltung, Brückenbau |
| Charles Yale Knight                 | 1868–1940   | Knight-Motor |
| John Frederick Knoop                | 1878–1943   | Knoopmaschine, Härte von Metallen und Legierungen |
| Georg Knorr                         | 1859–1911   | Maschinenbauer; Eisenbahntechnik, Knorr-Bremse |
| Ilse Knott-ter Meer                 | 1899–1996   | erste deutsche Diplom-Ingenieurin (Maschinenbau) |
| Maurice Koechlin                    | 1856–1946   | Bauingenieur; Eiffelturm |
| Mathias Koenen                      | 1849–1924   | Eisenbeton, Spannbeton |
| Claus Koepcke                       | 1831–1911   | Blaues Wunder |
| Franz Gustav Kollmann               | * 1934      | deutscher Maschinenbau-Ingenieur |
| Paul Kollsman                       | 1900–1982   | deutsch-amerikanischer Maschinenbauer; Flugzeuginstrumente, Variometer |
| Otto Kornei                         | 1903–1993   | Mitentwickler der Elektrofotografie |
| Ernst Körting                       | 1842–1921   | Injektor, Dampfstrahlpumpen, Mitgründer der Körting Hannover AG |
| Sergei Pawlowitsch Koroljow         | 1907–1966   | Raketen- und Weltraumtechnik |
| August Köstlin                      | 1825–1894   | Brückenbauingenieur |
| Paul Krainer                        | 1869–1935   | Professor für Schiffsmaschinenbau |
| Otto Krafft                         | 1879–1916   | Städtebau |
| Ludwig Kraus                        | 1911–1997   | Maschinenbauer; Daimler-Benz AG, „Silberpfeile“, Audi NSU Auto Union AG |
| Johann Kravogl                      | 1823–1889   | Elektromotor, elektrische Glocke |
| Arthur Constantin Krebs             | 1850–1935   | U-Boot, Luftschiff, Gyroskop, Automobilpionier |
| Carl Gustav Kreischer               | 1833–1891   | Bergbau |
| Franz Xaver Kreuter                 | 1842–1930   | Bauingenieurwesen |
| Franz Jakob Kreuter                 | 1813–1889   | Architektur und Bauingenieurwesen |
| Hans-Detlef Krey                    | 1866–1928   | Erddruck, Gleitkreisverfahren |
| Julius Kröhl                        | 1820–1867   | deutschamerikanischer Ingenieur und U-Boot-Konstrukteur |
| Franz Kruckenberg                   | 1882–1965   | Pionier des Schnellverkehrs auf der Schiene, Schienenzeppelin |
| Karl Küpfmüller                     | 1897–1977   | Nachrichtentechnik, Mess- und Regelungstechnik, Akustik, Informationstheorie, Theoretische Elektrotechnik |
| Karl-Eugen Kurrer                   | * 1952      | deutscher Bauingenieur und Historiker der Bautechnik |
| Anton Kutter                        | 1903–1985   | Maschinenbauer und Regisseur; Kutter-Schiefspiegler |
| Wilhelm Rudolf Kutter               | 1818–1888   | Wasserbau, Fließformel |

## L
| Ingenieur                        | Lebensdaten              | Erfindungen, Leistungen, ingenieurwissenschaftliche Tätigkeiten |
| -------------------------------- | ------------------------ | --- |
| Erich Lackner                    | 1913–1992                | deutscher Ingenieurwissenschaftler österreichischer Herkunft |
| Wilhelm Lahmeyer                 | 1859–1907                | elektrische Anlagen und Maschinen |
| Eric Laithwaite                  | 1921–1997                | Linearmotor |
| T. William Lambe                 | 1920–2017                | US-amerikanischer Geotechniker |
| Ferruccio Lamborghini            | 1916–1993                | Automobil |
| Joseph-Louis Lambot              | 1814–1887                | Betonboote, Ferrozement |
| Frederick William Lanchester     | 1868–1946                | britischer Ingenieur, Lanchester-Ausgleich, Lanchester-Gesetz, Stahlspeichenräder, Öldruckgleitlager, Vierradantrieb, Kolbenringe, Saugrohreinspritzung, Scheibenbremse, Turbolader                           |
| Vincenzo Lancia                  | 1881–1937                | Gründer von Lancia, VR-Motor (Lancia-Prinzip) |
| Werner Lang                      | 1922–2013                | deutscher Maschinenbauingenieur und Automobilkonstrukteur; „Vater des Trabant“ |
| Eugen Langen                     | 1833–1895                | Schwebebahn und Mitentwickler des Ottomotors |
| Samuel Pierpont Langley          | 1834–1906                | Erfinder des Bolometer, unbemannte Flugzeuge, Aerodynamik |
| Heinrich Lanz                    | 1838–1905                | Lokomobilen, Traktoren, später auch Luftschiffe |
| Pierre Lardy                     | 1903–1958                | Schweizer Bauingenieur und Professor |
| Edgar Larner                     | 1869–1930                | Fernsehpionier |
| Charles Lartigue                 | 1834–1907                | französischer Ingenieur; Lartigue-Einschienenbahn |
| Benjamin Latrobe                 | 1764–1820                | Wasserversorgung |
| Benjamin Henry Latrobe, II       | 1806–1878                | Bauingenieurwesen |
| Max Lattmann                     | 1910–2011                | Schweizer Elektronikingenieur Fliegerabwehr |
| Carl Gustav Patrik de Laval      | 1845–1913                | Dampfturbine, Lavaldüse |
| Georg Ludwig Friedrich Laves     | 1788–1864                | Brückenbau, Fischbauchträger |
| Semjon Alexejewitsch Lawotschkin | 1900–1960                | Lawotschkin-Flugzeuge |
| Hans Ledwinka                    | 1878–1967                | Automobilkonstruktionen |
| Jan Adriaanszoon Leeghwater      | 1575–1650                | Mühlenkonstruktionen |
| André Lefèbvre                   | 1894–1964                | Automobilkonstruktionen (Traction Avant, Citroën 2CV, Citroën DS) |
| Wilhelm Lefeldt                  | 1813–1913                | Milchzentrifuge |
| Karl von Leibbrand               | 1839–1898                | Regierungsbaumeister; Brückenbauten |
| Gottfried Wilhelm Leibniz        | 1646–1716                | Rechenmaschine (Universalgenie) |
| Ludwig Leichtweiß                | 1878–1958                | deutscher Wasserbauingenieur |
| Ernst Leitz senior (I)           | 1843–1920                | Mikroskope, Labormikroskope, Diaprojektoren, Episkope |
| Ernst Leitz junior (II)          | 1871–1956                | Optischer Instrumentenbau, Fotografie, Mikroskope |
| Ludwig Leitz                     | 1867–1898                | Mikro- und Makrofotografie, Mikrotomie, Fotografie, Epidiaskope, Objektive, Mikroskope |
| Henry M. Leland                  | 1843–1932                | Maschinenbauer und Automobilunternehmer, Gründer von Cadillac und Lincoln |
| Jan Pawel Lelewel                | 1796–1847                | Kriegstechnik und Architektur (außerdem Freiheitskämpfer) |
| Cornelis Lely                    | 1854–1929                | Wasserbau |
| Étienne Lenoir                   | 1822–1900                | Emaillier- und Elektrolyseverfahren, Gasmotor, Eisenbahntechnik, Knetmaschine, Gasmotor, Hippomobile, Telegraph zur Übermittlung von geschriebenen oder gezeichneten Dokumenten, Ledergerbeverfahren mit Ozon |
| Hans Peter Lenz                  | 1934–2022                | Maschinenbauer; Verbrennungskraftmaschinen, Antriebstechnik |
| Gerald A. Leonards               | 1921–1997                | kanadisch-US-amerikanischer Geotechniker |
| Fritz Leonhardt                  | 1909–1999                | Brücken, Hochhäuser und Fernsehtürme |
| Kurt Leschonski                  | 1930–2002                | Mechanische Verfahrenstechnik |
| Ferdinand de Lesseps             | 1805–1894                | Mitentwickler des Sues- und Panamakanals |
| Jacob Leupold                    | 1674–1727                | Mechanicus und Erfinder; technische Enzyklopädie |
| Léon Levavasseur                 | 1863–1922                | französischer Kraftwerksingenieur, Flugzeugbauer und Erfinder |
| Octave Levenspiel                | 1926–2017                | Chemie-Ingenieurtechnik; Levenspiel-Fontäne |
| Maurice Lévy                     | 1838–1910                | Werkstoffkunde und angewandte Mechanik |
| Ernst Wolfgang Lewicki           | 1894–1973                | Baubetriebswesen |
| Hans Liebherr                    | 1915–1993                | Baumaschinen |
| Otto Lilienthal                  | 1848–1896                | „Hängegleiter“ und Forschungen zur Aerodynamik |
| Carl von Linde                   | 1842–1934                | Linde-Verfahren, Kühlmaschinen |
| Gustav Lindenthal                | 1850–1935                | Brückenbau |
| William Lindley                  | 1808–1900                | Wasserver- und -entsorgung |
| Alexander Lippisch               | 1894–1976                | Flugzeugbau |
| Hermann von Littrow              | 1858–1931                | Maschinenbau, Eisenbahnen und Straßenbahnen |
| Birger Ljungström                | 1872–1948                | Svea-Fahrrad, Ljungströmturbine |
| Fredrik Ljungström               | 1875–1964                | Svea-Fahrrad, Ljungströmturbine |
| Eduard Locher                    | 1840–1910                | Bergbahn und Zahnradbahn-Pionier |
| Joseph Locke                     | 1805–1860                | Eisenbahn |
| Hermann Lohse                    | 1815–1893                | Lohseträger |
| Prosper L’Orange                 | 1876–1939                | Vorkammereinspritzung, Einspritzpumpe, Nadel-Einspritzdüse |
| Hans Lorenz                      | 1905–1996                | Bauingenieur |
| René Lorin                       | 1877–1933                | Staustrahltriebwerk |
| Franz Lösel                      | 1883–1951                | Gegendruckturbine |
| Friedrich von Lössl              | 1817–1907                | Pionier des Eisenbahnstreckenbaus in Bayern und Österreich, autodynamisches Uhrensystem |
| Oleg Lossew                      | 1903–1942                | Halbleitertechnik, Crystadyn-Empfänger |
| Archibald Low                    | 1888–1956                | Bildübertragung (Fernseh-Vorläufer), Funk-Fernsteuerung |
| Fritz Lüdi                       | 1903–1963                | Stromrichter, Vielschlitzmagnetron („Turbator“), Vorarbeiten zur Entwicklung des „Klystrons“ |
| Adolf Ludin                      | 1879–1968                | Wasserbau, Talsperrenbau |
| Heinrich Lübbe                   | 1884–1940                | deutscher Maschinenbauer und Flugpionier; Unterbrechergetriebe |
| Otto Lueger                      | 1843–1911                | Wasserbau, Lexikon der gesamten Technik |
| Gebrüder Lumière                 | 1862–1954 bzw. 1864–1948 | Cinématographe |
| Robert Lusser                    | 1899–1969                | Leichtflugzeuge (Klemm L 25) |
| Friedrich Lutzmann               | 1859–1930                | Automobilkonstrukteur |

## M
| Ingenieur                  | Lebensdaten         | Erfindungen, Leistungen, ingenieurwissenschaftliche Tätigkeiten                                           |
| -------------------------- | ------------------- | --- |
| Kurt Magnus                | 1912–2003           | Technische Mechanik                                                                                       |
| Robert Maillart            | 1872–1940           | Bogenbrücken Pilzdecken, Salginatobelbrücke                                                               |
| Anatole Mallet             | 1837–1919           | Malletfahrwerk für Dampflokomotiven                                                                       |
| Louis Malus                | 1775–1812           | französischer Ingenieur und Physiker; Lichtbrechung                                                       |
| Herbert Mang               | * 1942              | Schriften zur Baustatik und Festigkeitslehre                                                              |
| Charles Matthews Manly     | 1876–1927           | Manly-Balzer-Triebwerk, Curtiss OX-5                                                                      |
| Robert Manning             | 1816–1897           | Manning-Fließformel                                                                                       |
| Ferdinand Mannlicher       | 1848–1904           | Schusswaffenpionier, System Mannlicher                                                                    |
| Walter Marcard             | 1891–1947           | Dampfkesselwesen                                                                                          |
| Guglielmo Marconi          | 1874–1937           | Pionier der Funkübertragung                                                                               |
| Siegfried Marcus           | 1831–1898           | Automobil und Magnetzündung                                                                               |
| Fritz Marguerre            | 1878–1964           | Hochdruckeinspeisung, Voith-Marguerre-Kupplung                                                            |
| Glenn Luther Martin        | 1886–1955           | Flugzeuge, Lockheed Martin                                                                                |
| Pierre Martin              | 1824–1915           | Siemens-Martin-Verfahren                                                                                  |
| Erwin Otto Marx            | 1893–1980           | Elektrotechnik; Energieübertragung, Marx-Generator                                                        |
| Felice Matteucci           | 1808–1887           | italienischer Ingenieur und Erfinder eines Verbrennungsmotors                                             |
| John William Mauchly       | 1907–1980           | Computerpionier                                                                                           |
| Henry Maudslay             | 1771–1831           | Maschinenbau, Werkzeuge                                                                                   |
| Heinrich Mauersberger      | 1909–1982           | Erfinder des MALIMO                                                                                       |
| Guy Maunsell               | 1884–1961           | Brückenbau                                                                                                |
| Wilhelm Maybach            | 1846–1929           | Automobil und Verbrennungsmotor                                                                           |
| Karl Maybach               | 1879–1960           | Motorenbau, Luxusautomobile                                                                               |
| Hiram Maxim                | 1840–1916           | Maschinengewehr                                                                                           |
| John Loudon McAdam         | 1756–1836           | Straßenbau, Makadam                                                                                       |
| James Smith McDonnell      | 1899–1980           | Flugzeuge, McDonnell Douglas                                                                              |
| Elwood Mead                | 1858–1936           | Hoover Dam                                                                                                |
| Carl Friedrich Meerwein    | 1737–1810           | Flugapparate                                                                                              |
| Markus Meier               | 1955–2005           | Produktentwicklung                                                                                        |
| Hubert M. Meingast         | 1911–1961           | Borgward; Metall-Wärmebehandlung und Werkstofftechnik, Hydrauliktechnik                                   |
| Heinrich August Meißner    | 1862–1940           | Bagdadbahn                                                                                                |
| Joseph Melan               | 1853–1941           | Brückenbau, Melankonstruktion                                                                             |
| Luigi Federico Menabrea    | 1809–1896           | Ingenieurwissenschaftler, General und Politiker Satz von Menabrea                                         |
| Christian Menn             | 1927–2018           | Brückenbau                                                                                                |
| Marion Merklein            | * 1973              | Umformtechnik/Fertigungstechnik, Leibniz-Preis                                                            |
| Willy Messerschmitt        | 1898–1978           | Flugzeuge                                                                                                 |
| Georges de Mestral         | 1907–1990           | Klettverschluss                                                                                           |
| John Metcalf               | 1717–1810           | Straßenbau                                                                                                |
| Carl Metz                  | 1861–1941           | Mathematiker, Objektive, optimal korrigierte Großfeldokulare, Ölimmersionsobjektive                       |
| Antonio Meucci             | 1808–1889           | erstes Telefon                                                                                            |
| Joachim Siegfried Meurer   | 1908–1997           | Diesel-Vielstoffmotor (Mittenkugel oder M-Verfahren), „Vater des Flüstermotors“                           |
| Adolf Meyer                | 1880–1965           | erste kommerziell nutzbaren Gasturbine                                                                    |
| Jörn-Axel Meyer            | * 1962              | Maschinenbauer, Wirtschaftsingenieur                                                                      |
| George Geoffrey Meyerhof   | 1916–2003           | deutschstämmiger kanadischer Bauingenieur                                                                 |
| Hans Mezger                | 1929–2020           | Maschinenbauer, Motorsport-Motoren                                                                        |
| Anthony Michell            | 1870–1959           | Durchströmturbine                                                                                         |
| Sam Michael                | * 1971              | Maschinenbauer, Formel-1-Rennwagen-Konstrukteur                                                           |
| Artjom Iwanowitsch Mikojan | 1905–1970           | MiG-Flugzeuge                                                                                             |
| Michail Mil                | 1909–1970           | Hubschrauber                                                                                              |
| Oskar von Miller           | 1855–1934           | Starkstromübertragung und Gründer des Deutschen Museums                                                   |
| Charles Joseph Minard      | 1781–1870           | Informationsgrafik                                                                                        |
| Ralph Modjeski             | 1861–1940           | Brückenbau                                                                                                |
| Christian Otto Mohr        | 1835–1918           | Baustatik, Technische Mechanik (Mohrscher Spannungskreis)                                                 |
| Hans Molly                 | 1902–1994           | Maschinenbauer; Arbeiten zur Grundlage der Hydraulik, insbesondere zu hydrostatischen Verdrängereinheiten |
| Ernst Mohr                 | 1910–1989           | Maschinenbauer; Raketenkonstrukteur                                                                       |
| Joseph Monier              | 1823–1906           | Stahlbeton                                                                                                |
| Gebrüder Montgolfier       | 1740–1810 1745–1799 | Heißluftballon                                                                                            |
| Lewis Ferry Moody          | 1880–1953           | amerikanischer Maschinenbauingenieur und Professor für Hydraulik; Moody-Diagramm                          |
| Roland Moreno              | 1945–2012           | Chipkarte                                                                                                 |
| Paul Morgan                | 1948–2001           | Maschinenbauer; Ilmor-Motoren                                                                             |
| Emil Mörsch                | 1872–1950           | Stahlbetonbau                                                                                             |
| Emil Mosonyi               | 1910–2009           | deutsch-ungarischer Wasserbauingenieur                                                                    |
| Heinz Muhs                 | 1911–1990           | deutscher Bauingenieur für Grundbau und Bodenmechanik                                                     |
| William Mulholland         | 1855–1935           | Wasserversorgung                                                                                          |
| Gerhard Müller             | 1915–1985           | Skilifte                                                                                                  |
| Johann Helfrich von Müller | 1746–1830           | Rechenmaschine                                                                                            |
| Heinrich Müller-Breslau    | 1851–1925           | Baustatik                                                                                                 |
| Leopold Müller-Salzburg    | 1908–1988           | Fels- und Geomechanik, Tunnelbau, Neue Österreichische Tunnelbauweise                                     |
| William Murdoch            | 1754–1839           | Gaslampe                                                                                                  |
| Gordon Murray              | * 1946              | Maschinenbauer; Formel-1-Rennwagen-Konstrukteur                                                           |
| Erwin Musger               | 1909–1985           | österreichischer Flugzeug- und Fahrzeugkonstrukteur                                                       |
| Pieter van Musschenbroek   | 1692–1761           | erster Kondensator (Leidener Flasche)                                                                     |
| Ulrich Müther              | 1934–2007           | Schalenbauwerke                                                                                           |

## N
| Ingenieur                      | Lebensdaten | Erfindungen, Leistungen, ingenieurwissenschaftliche Tätigkeiten                                       |
| ------------------------------ | ----------- | --- |
| Shuji Nakamura                 | * 1954      | Elektroingenieur, Nobelpreis für Physik 2014 (blaue LED)                                              |
| Fritz Nallinger                | 1898–1984   | deutscher Ingenieur und Automobilkonstrukteur                                                         |
| James Nasmyth                  | 1808–1890   | Erfinder des Dampfhammers und des Nasmyth-Teleskops                                                   |
| Rudolf Nebel                   | 1894–1978   | Raketenkonstrukteur                                                                                   |
| Alois Negrelli von Moldelbe    | 1799–1858   | Mitentwickler des Sueskanals                                                                          |
| Pier Luigi Nervi               | 1891–1979   | Ferrozement                                                                                           |
| Eugen Nesper                   | 1879–1961   | Sieben-Röhren-Empfänger                                                                               |
| Friedrich Wilhelm Neuffer      | 1882–1960   | Brückenbau, Bodenmechanik                                                                             |
| Ernst Neumann-Neander          | 1871–1954   | Maschinenbau (Automobil, Motorrad, Motoryacht), Gründer der Neander Motorfahrzeug GmbH Düren-Rölsdorf |
| Adrian Newey                   | * 1958      | Maschinenbauer; Formel-1-Rennwagen-Konstrukteur                                                       |
| Thomas Newcomen                | 1663–1729   | Erfinder der atmosphärischen Dampfmaschine                                                            |
| Nathan M. Newmark              | 1910–1981   | Mathematik: Numerische Integration (eigentlich Bauingenieur)                                          |
| Steve Nichols                  | * 1947      | Maschinenbauer; Formel-1-Rennwagen-Konstrukteur                                                       |
| Nikolai Wassiljewitsch Nikitin | 1907–1973   | Ostankino-Turm, Monumentalstatuen                                                                     |
| Johann Nikuradse               | 1894–1979   | georgisch/deutscher Ingenieur und Physiker                                                            |
| Paul Gottlieb Nipkow           | 1860–1940   | Elektrisches Teleskop und Nipkow-Scheibe                                                              |
| Heinz Nixdorf                  | 1925–1986   | System 820, EDV, Gründer der Nixdorf Computer AG                                                      |
| Alfred Noble                   | 1844–1914   | Verkehrswasser-, Brücken- und Tunnelbau sowie Berater bei der Planung des Nicaragua- und Panamakanals |
| Heinrich Nordhoff              | 1899–1968   | Maschinenbauer; Volkswagen                                                                            |
| Robert Noyce                   | 1927–1990   | Fairchild Semiconductor                                                                               |
| Manfred Nußbaumer              | * 1940      | deutscher Bauingenieur für Geotechnik                                                                 |

## O
| Ingenieur                     | Lebensdaten | Erfindungen, Leistungen, ingenieurwissenschaftliche Tätigkeiten |
| ----------------------------- | ----------- | --------------------------------------------------------------- |
| Neil Oatley                   | * 1954      | Maschinenbauer; Formel-1-Rennwagen-Konstrukteur                 |
| Hermann Oberth                | 1894–1989   | Raumfahrtpionier                                                |
| Willgodt Theophil Odhner      | 1845–1905   | Schweden; Erfinder einer Sprossenrad-Rechenmaschine             |
| Wilhelm von Oechelhäuser jun. | 1850–1923   | Gegenläufermotor                                                |
| Max Oertz                     | 1871–1929   | Yachtbau, Schiffbau, Flugzeugbau                                |
| Hans Joachim Pabst von Ohain  | 1911–1998   | Luftfahrtpionier und Vater des Strahltriebwerks                 |
| Johann Ohde                   | 1905–1953   | Geotechnik                                                      |
| Kenneth Olsen                 | 1926–2011   | Kernspeicher, Digital Equipment Corporation                     |
| Friedrich Opel                | 1875–1938   | Chefkonstrukteur von Opel                                       |
| Michael O’Shaughnessy         | 1864–1934   | irischstämmiger Bauingenieur, Stadtplaner in San Francisco      |
| Fritz Ossberger               | 1877–1947   | Turbinen, Ossberger-Durchströmturbine                           |
| Peter Ottenbruch              | 1957–2021   | Maschinenbauer; Fahrzeugbau                                     |
| Gustav Otto                   | 1883–1926   | deutscher Flugzeugbauer                                         |
| Robert Otzen                  | 1872–1934   | deutscher Bauingenieur; Autobahnen                              |
| Benjamin Outram               | 1764–1805   | englischer Ingenieur, Industrieller und Eisenbahnpionier        |

## P
| Ingenieur                        | Lebensdaten | Erfindungen, Leistungen, ingenieurwissenschaftliche Tätigkeiten                                                                                                |
| -------------------------------- | ----------- | --- |
| Franz Pacher                     | 1919–2018   | Tunnelbaupionier (Neue Österreichische Tunnelbauweise) |
| David Packard                    | 1912–1996   | Hewlett-Packard Company |
| James Ward Packard               | 1863–1928   | Packard Electric; Packard Motor Car Company |
| Charles Grafton Page             | 1812–1868   | Hochspannungs-Induktionsspule, elektromagnetischer Kolbenmotor, freiauslösender Leitungsschutzschalter, Drehspul-Galvanometer und Induktionsmagnet-Doppelhelix |
| Alberto Palacio                  | 1856–1939   | baskischer Ingenieur und Architekt |
| Nikolai Papaleksi                | 1880–1947   | Hochfrequenztechnik: Interferenzmethode, Funkortung |
| Gottfried Heinrich zu Pappenheim | 1594–1632   | Zahnradpumpe |
| Antonio Paretti                  | 1899–1979   | Straßenbau |
| Charles Parsons                  | 1854–1931   | Dampfturbine |
| Blaise Pascal                    | 1623–1662   | Rechenmaschine |
| Erik Pasche                      | 1955–2010   | deutscher Wasserbauingenieur und Hochschullehrer |
| Jewgeni Paton                    | 1870–1953   | Brückenbau, Schweißtechnik; Lichtbogenschweißen („Paton-Methode“)                                                                                              |
| Friedrich August von Pauli       | 1802–1883   | Pionier des Eisenbahnbrückenbaus |
| Richard Peacock                  | 1820–1889   | englischer Ingenieur und Parlamentsabgeordneter; Gründer des Lokomotivenherstellers Beyer-Peacock                                                              |
| Heinrich von Pechmann            | 1774–1861   | Wasserbau, Kanalbau |
| Ralph Brazelton Peck             | 1912–2008   | kanadisch-amerikanischer Bauingenieur, Bodenmechaniker und Geotechniker                                                                                        |
| Frank William Peek               | 1881–1933   | US-amerikanischer Elektrotechniker |
| Lester Pelton                    | 1829–1908   | Pelton-Turbine |
| Slavoljub Eduard Penkala         | 1871–1922   | polnisch-niederländisch-kroatischer Ingenieur und Erfinder |
| Albert Auguste Perdonnet         | 1801–1867   | französischer Ingenieur und Eisenbahnpionier |
| Jean-Rodolphe Perronet           | 1708–1794   | Brückenbau, Steinbrücken |
| Armand Peugeot                   | 1849–1915   | Automobil |
| Fritz Pfleumer                   | 1881–1945   | Erfinder des Tonbands |
| Bernhard Philberth               | 1927–2010   | Philberth-Sonde, -Transformator, -Spannungswähler |
| Karl Philberth                   | * 1929      | Philberth-Sonde, -Transformator, -Spannungswähler |
| Gerard Philips                   | 1858–1942   | Gründer von Philips |
| Ferdinand Piëch                  | 1937–2019   | Maschinenbau, Volkswagen AG |
| John Robinson Pierce             | 1910–2002   | Satellitenkommunikation |
| Carl Abraham Pihl                | 1825–1897   | Eisenbahn |
| Alastair Pilkington              | 1920–1995   | Floatglasprozess, Pilkington |
| Wolfgang Pilz                    | 1911–1994   | deutscher Raumfahrtingenieur |
| Giovanni Battista Pirelli        | 1848–1932   | Gummi- und Reifenherstellung, Pirelli SpA |
| Carl Philipp Heinrich Pistor     | 1778–1847   | optische Telegrafie |
| Franz Pischinger                 | * 1930      | Verbrennungsmotor |
| Stefan Pischinger                | * 1961      | Maschinenbau FEV |
| Henri de Pitot                   | 1695–1771   | Wasserbau |
| Rudolf Plank                     | 1886–1973   | Maschinenbau; Kältetechnik |
| Ludwig Plate                     | 1893–1967   | deutscher Wasserbau-Ingenieur |
| Antoine-Rémy Polonceau           | 1778–1847   | Eisenbahn |
| Camille Polonceau                | 1813–1859   | Eisenbahn, Brückenbau, Polonceaubinder |
| Jean-Victor Poncelet             | 1788–1867   | Mechanik, Turbinen, Wasserräder |
| Alexander Stepanowitsch Popow    | 1859–1906   | Pionier der Funktechnik |
| Franz Josef Popp                 | 1886–1954   | Flugmotoren, Gründer von BMW |
| Ferdinand Porsche                | 1875–1951   | Automobil, Kompressormotor, Drehstabfederung, Gründer von Porsche                                                                                              |
| Theodor Pöschl                   | 1882–1955   | österreichischer Mathematiker und Ingenieur |
| Harvey Postlethwaite             | 1944–1999   | Maschinenbauer; Formel-1-Rennwagen-Konstrukteur |
| Helmut Potente                   | * 1939      | Maschinenbau, Verfahrenstechnik, Kunststofftechnik |
| Isaac Potter                     | 1690–1735   | in Österreich tätiger englischer Ingenieur und Konstrukteur; Dampfmaschine                                                                                     |
| Gerhart Potthoff                 | 1908–1989   | Verkehrswissenschaften |
| Valdemar Poulsen                 | 1869–1942   | „Telegraphon“ |
| William Prager                   | 1903–1980   | Maschinenbau |
| Ludwig Prandtl                   | 1875–1953   | Maschinenbau, Strömungsmechanik; Grenzschichttheorie, Prandtl-Zahl                                                                                             |
| Horst Prem                       | 1940–2019   | Maschinenbauer, Flugzeugkonstrukteur |
| Ralph R. Proctor                 | 1894–1962   | US-amerikanischer Bauingenieur; Geotechnik: Proctor-Versuch, Proctordichte                                                                                     |
| Gaspard de Prony                 | 1755–1839   | Hydraulik, Wasserbau |
| Johann Puch                      | 1862–1914   | Fahr- und Motorräder, Automobil (Steyr-Daimler-Puch AG) |
| Adolf Pucher                     | 1902–1968   | österreichischer Bauingenieur mit Schwerpunkt Stahlbetonbau |
| Alfred Puck                      | 1927–2021   | Maschinenbau, Faser-Kunststoff-Verbund |
| Emil Pümpin                      | 1840–1898   | Maschinenbauer; Eisenbahningenieur |
| Jesco von Puttkamer              | 1933–2012   | deutsch-US-amerikanischer Raumfahrtingenieur und Publizist |

## R
| Ingenieur                       | Lebensdaten | Erfindungen, Leistungen, ingenieurwissenschaftliche Tätigkeiten                                                    |
| ------------------------------- | ----------- | --- |
| Ladislaus von Rabcewicz         | 1893–1975   | Tunnelbaupionier (Neue Österreichische Tunnelbauweise)                                                             |
| Karl Rabe                       | 1865–1968   | Chefingenieur bei Porsche, Porsche-Sportwagen Typ 356, Stationärmotoren, luftgekühlte Porsche-Diesel-Traktoren     |
| Agostino Ramelli                | 1531–1600   | italienischer Ingenieur, Erfinder des Bücherrads, Kreiskolben-Wasserpumpe, amphibischer Kampfwagen                 |
| Erich Rammler                   | 1901–1986   | Verfahrenstechnik, Braunkohle                                                                                      |
| John Ramsbottom                 | 1814–1897   | Eisenbahn |
| William John Macquorn Rankine   | 1820–1872   | Rankine-Hugoniot-Gleichung, einer der Begründer der Thermodynamik, Theorie der Dampfmaschine, Rahmenkonstruktionen |
| Karl Rapp                       | 1882–1962   | Benzinmotoren, Flugmotoren, Gründer der Rapp Motorenwerke GmbH (Vorläuferunternehmen von BMW)                      |
| Jef Raskin                      | 1943–2005   | „Vater des Macintosh“, Drag and Drop, Canon Cat, Zoomable User Interface                                           |
| Auguste Rateau                  | 1863–1930   | französischer Bergbau- und Maschinenbauingenieur; Turbomaschinen, Erfinder der Rateau-Turbine                      |
| Emil Rathenau                   | 1838–1915   | Maschinenbau, Mitgründer der AEG                                                                                   |
| André Rebouças                  | 1838–1898   | brasilianischer Ingenieur und Abolitionist                                                                         |
| Ferdinand Redtenbacher          | 1809–1863   | Begründer des wissenschaftlichen Maschinenbaus                                                                     |
| Theodor Rehbock                 | 1864–1950   | Wasserbau |
| Peter Rehder                    | 1843–1920   | Wasserbauingenieur und Oberbaudirektor; Elbe-Lübeck-Kanal                                                          |
| Georg Friedrich von Reichenbach | 1771–1826   | Dampf- und andere Maschinen                                                                                        |
| Franz Xaver Reimspieß           | 1900–1979   | österreichischer Fahrzeugkonstrukteur, VW-Boxermotor                                                               |
| Johann Philipp Reis             | 1834–1874   | Telefon |
| Eric Reissner                   | 1913–1996   | deutschstämmiger US-amerikanischer Ingenieurwissenschaftler, Technische Mechanik                                   |
| Hans Jacob Reissner             | 1874–1967   | deutscher Ingenieur, Mathematiker und Physiker                                                                     |
| Christian Reithmann             | 1818–1909   | Viertaktmotor |
| Louis Renault                   | 1877–1944   | Automobil |
| John Rennie senior              | 1761–1821   | Brückenbau, Kanäle und Docks                                                                                       |
| Jesse Reno                      | 1861–1947   | Rolltreppe |
| Josef Ressel                    | 1793–1857   | Schiffspropeller                                                                                                   |
| Franz Reuleaux                  | 1829–1905   | „Maschinenbau als exakte Wissenschaft“                                                                             |
| Otto Reuter                     | 1866–1922   | Luftfahrtingenieur bei Junkers                                                                                     |
| Theodor Reuter                  | 1838–1909   | Maschinenbauer und Schuldirektor einer Maschinenbauschule                                                          |
| Adrian Reynard                  | * 1951      | Maschinenbauer, Rennwagen-Konstrukteur                                                                             |
| Klaus Riedel                    | 1907–1944   | Raketenkonstrukteur                                                                                                |
| Alois Riedler                   | 1850–1936   | österreichischer Maschinenbauingenieur und Konstrukteur sowie Reformer des Maschinenbaustudiums                    |
| Anton von Rieppel               | 1852–1926   | Statik, Flugzeugbau, Maschinenbau, Müngstener Brücke                                                               |
| Niklaus Riggenbach              | 1817–1899   | Bergbahn und Zahnradbahn-Pionier, Gegendruckbremse, Zahnstange                                                     |
| Johann Rihosek                  | 1869–1956   | Lokomotivkonstrukteur, Spezialist für das Bremswesen                                                               |
| Pierre-Paul Riquet              | 1609–1680   | Erbauer des Canal du Midi                                                                                          |
| August Ritter                   | 1826–1908   | Rittersches Schnittverfahren                                                                                       |
| Max Ritter                      | 1884–1946   | Schweizer Bauingenieur                                                                                             |
| Peter von Rittinger             | 1811–1872   | Erfinder, Montanist, Pionier der Erzaufbereitungstechnik, Wassersäulenmaschine                                     |
| Nicholas-Louis Robert           | 1761–1828   | Papiermaschine |
| Richard Roberts                 | 1789–1864   | britischer Ingenieur; automatisierte Produktion, Werkzeugmaschinen                                                 |
| Donald Roebling                 | 1908–1959   | Amphibienfahrzeug, Landing Vehicle Tracked                                                                         |
| John Augustus Roebling          | 1806–1869   | Brooklyn Bridge |
| Washington Augustus Roebling    | 1837–1926   | Brooklyn Bridge |
| Stephen Kern Robinson           | * 1955      | Maschinenbauer und Astronaut                                                                                       |
| Alphonse Beau de Rochas         | 1815–1983   | Viertaktmotor |
| Stanley P. Rockwell             | 1886–1940   | Rockwellmaschine, Härte von Metallen und Legierungen, Stanley P. Rockwell Company                                  |
| Arthur Rohn                     | 1878–1956   | Schweizer Bauingenieur                                                                                             |
| Hans Gustav Röhr                | 1895–1937   | deutscher Konstrukteur und Automobilhersteller                                                                     |
| Nicola Romeo                    | 1876–1938   | Automobil (Alfa Romeo)                                                                                             |
| Jacobus Johannes van Ronzelen   | 1800–1865   | holländischer Wasserbauingenieur und bremischer Baurat                                                             |
| Francis Marion Roots            | 1824–1889   | Roots-Gebläse |
| Philander Roots                 | ?–1879      | Roots-Gebläse |
| Paul Rosche                     | 1934–2016   | Maschinenbauer; Formel-1-Motoren-Konstrukteur                                                                      |
| Kenneth Harry Roscoe            | 1914–1970   | britischer Bauingenieur, Grundbau und Bodenmechanik                                                                |
| Peter Rowe                      | 1922–1997   | britischer experimenteller Ingenieurwissenschaftler; Geotechniker                                                  |
| Henry Royce                     | 1863–1933   | Gründer von Rolls-Royce                                                                                            |
| Max Rudeloff                    | 1857–1929   | deutscher Ingenieur und Professor, Materialprüfungswesen                                                           |
| Paul Leo Ruden                  | 1903–1970   | deutscher Ingenieur, Luftfahrt-Experte und Hochschullehrer                                                         |
| Reinhold Rüdenberg              | 1883–1961   | Ingenieur und Erfinder Elektrostatisches Elektronenmikroskop                                                       |
| Johannes Rudloff                | 1848–1934   | deutscher Schiffbauingenieur und Professor                                                                         |
| Arthur Rudolph                  | 1906–1996   | deutscher Raketeningenieur; V2-Rakete                                                                              |
| Heinrich Daniel Rühmkorff       | 1803–1877   | Ruhmkorff-Funkeninduktor                                                                                           |
| Burkhart Rümelin                | 1916–2012   | deutscher Ingenieur (Wasserwirtschaft)                                                                             |
| Theodor Rümelin                 | 1877–1920   | deutscher Wasserbauingenieur                                                                                       |
| Ernst Ruska                     | 1906–1988   | Elektroingenieur, Wegbereiter der Elektronenmikroskopie                                                            |
| Franciszek Rychnowski           | 1850–1929   | polnischer Ingenieur und Erfinder                                                                                  |
| Nikolai Alexejewitsch Rynin     | 1887–1942   | russischer Raumfahrtingenieur und Autor der Luft- und Raumfahrt und Prä-Astronautik                                |

## S
| Ingenieur                               | Lebensdaten      | Erfindungen, Leistungen, ingenieurwissenschaftliche Tätigkeiten                                                             |
| --------------------------------------- | ---------------- | --- |
| Jutta Saatweber                         | * 1938           | Elektrotechnikingenieurin, Quality Function Deployment                                                                      |
| Ernst Sachs                             | 1867–1932        | Getriebenabe mit Rücktrittbremse am Fahrrad (Torpedo-Nabe), Gründer von Fichtel & Sachs                                     |
| Johann Sahulka                          | 1857–1927        | Elektrotechnik, Maschinenbau, Licht-, Mess- und Nachrichtentechnik, Gleichrichterwirkung des Quecksilberdampflichtbogens    |
| Adolf Slaby                             | 1849–1913        | Elektrotechnik, Funkübertragung, Antennentechnik                                                                            |
| Bernhard Salomon                        | 1855–1942        | Elektrotechniker |
| Eugen Sänger                            | 1905–1964        | Pionier der Luft- und Raumfahrt                                                                                             |
| Henry Phineas Riall Sankey              | 1853–1925        | Maschinenbauer; Dampfmaschinen, Sankey-Diagramm                                                                             |
| Otto Sarrazin                           | 1842–1921        | deutscher Ingenieur und Geheimer Oberbaurat                                                                                 |
| Thomas Savery                           | 1650–1715        | Dampfpumpe |
| Sigurd Savonius                         | 1884–1931        | Windkraftanlagen, Savonius-Rotor                                                                                            |
| Klaus Scheelhaase                       | * 1932           | „Vater“ der Stadtbahn Hannover                                                                                              |
| Hans Scherenberg                        | 1910–2000        | deutscher Automobilkonstrukteur                                                                                             |
| Ferdinand Schichau                      | 1814–1896        | Maschinenbauer; Maschinenbauanstalt, Schiffbau, Werften                                                                     |
| Heinrich Schickhardt                    | 1558–1635        | württembergischer Hofbaumeister und Renaissance-Baumeister                                                                  |
| Friedrich Wilhelm Schindler             | 1856–1920        | erste vollelektrische Küche, Gründer von Elektra Bregenz                                                                    |
| Jörg Schlaich                           | 1934–2021        | Ingenieurbauwerke, Thermikkraftwerk                                                                                         |
| Marcel Schlumberger                     | 1884–1953        | französischer Ingenieur, Gründer von Schlumberger (Unternehmen)                                                             |
| Hugo Schmeisser                         | 1884–1953        | Waffenkonstruktionen |
| Louis Schmeisser                        | 1848–1917        | Waffenkonstruktionen |
| Martin Schmidt                          | 1928–2003        | deutscher Wasserbauingenieur und Talsperrenexperte; Oberharzer Wasserregal                                                  |
| Wilhelm Schmidt                         | 1858–1924        | Heißdampftechnik |
| Otto Schmitt                            | 1913–1998        | Schmitt-Trigger (eigentlich Biophysiker)                                                                                    |
| Anton Adolph Schmoll genannt Eisenwerth | 1834–1918        | Brücken- und Wasserbau |
| Charles Conrad Schneider                | 1843–1916        | deutschstämmiger Ingenieur und Brückenkonstrukteur in den USA                                                               |
| Ernst Schneider                         | 1894–1975        | Voith-Schneider-Propeller                                                                                                   |
| Ferdinand Schneider                     | 1866–1955        | direkt steuerbares Funkempfangsgerät, elektrischer Zerhacker                                                                |
| Andrew Noel Schofield                   | 1930–2025        | britischer Bauingenieur; Grundbau und Bodenmechanik                                                                         |
| Walter Schottky                         | 1886–1976        | Schottky-Diode, Schottky-Effekt                                                                                             |
| Moritz Schröter                         | 1851–1925        | deutscher Maschinenbauingenieur und Hochschullehrer                                                                         |
| Johann Andreas Schubert                 | 1808–1870        | Dampfschiffe, Dampflokomotiven, Brückenbau (Göltzschtalbrücke)                                                              |
| Georg Oskar Schubert                    | 1900–1955        | Fernsehpionier |
| Wladimir Grigorjewitsch Schuchow        | 1853–1939        | Stahlkonstruktionen, Stahlbrücken, Fördertürme                                                                              |
| Sergei Jakowlewitsch Schuk              | 1892–1957        | Wasserbautechniker |
| Maximilian Schuler                      | 1882–1972        | Erfinder des Mehrkreiselkompasses                                                                                           |
| Eduard Schüller                         | 1904–1976        | Tonbandgerät, „Magnetophon“                                                                                                 |
| Rudolf Schulten                         | 1923–1996        | Visionär einer Energiewirtschaft, die durch nukleartechnische Spitzentechnologie geprägt ist                                |
| Wilhelm Schulz                          | 1805–1877        | Bergbau |
| Edgar Schultze                          | 1905–1986        | deutscher Bauingenieur für Grundbau und Bodenmechanik in Aachen                                                             |
| Maximilian Schumann                     | 1827–1889        | Waffenkonstrukteur |
| Johann Schütte                          | 1873–1940        | Luftschiffe |
| Arthur Schütz                           | 1880–1960        | Ingenieur und Schriftsteller, Grubenhunde                                                                                   |
| Friedrich Wilhelm Schwamkrug            | 1808–1880        | Maschinenbauer; Schwamkrug-Turbine                                                                                          |
| Johann Wilhelm Schwedler                | 1823–1894        | Brückenbau, Schwedlerträger, Schwedlerkuppel                                                                                |
| Alfred Angas Scott                      | 1874–1923        | Felgenbremse, Zweitaktmotor mit Mittelschwungmasse an der Kurbelwelle, Gründer der Scott Motor Cycle Company                |
| Harry Bolton Seed                       | 1922–1989        | britischer Bauingenieur und Geotechniker                                                                                    |
| Laurent Seguin                          | 1883–1944        | erster Umlaufmotor („Gnôme“)                                                                                                |
| Louis Seguin                            | 1869–1918        | erster Umlaufmotor („Gnôme“)                                                                                                |
| Marc Seguin                             | 1786–1875        | Heizkessel für Dampfmaschinen, Dampflokomotive, Erfinder der Schrägseilbrücke                                               |
| Heinrich Seidel                         | 1842–1906        | Yorckbrücken, Hallenkonstruktion des Anhalter Bahnhofs, Ingenieurlied                                                       |
| Berthold Seliger                        | 1928–2020        | Raketentechnik |
| Carlo Semenza                           | 1893–1961        | Ingenieur beim Bau der Vajont-Staumauer                                                                                     |
| Léon Serpollet                          | 1858–1907        | Dampfkessel, Dampfwagen, Straßenbahnen                                                                                      |
| Thomas Kilgore Sherwood                 | 1903–1976        | Sherwood-Zahl |
| Guo Shoujing                            | 1231–1316        | chinesischer Wasserbauingenieur, Astronom und Mathematiker                                                                  |
| Isaac Shoenberg                         | 1880–1963        | Fernsehpionier |
| Carl Wilhelm Siemens                    | 1823–1883        | Regenerativschmelzofen, Siemens-Martin-Verfahren                                                                            |
| Werner von Siemens                      | 1816–1892        | Elektromaschinen, Elektrolokomotive, Siemens AG                                                                             |
| Igor Sikorsky                           | 1889–1972        | Hubschrauber |
| Johann Esaias Silberschlag              | 1721–1791        | deutscher lutherischer Theologe und Naturforscher, Wasserbaufachmann                                                        |
| Casimir Simienowicz                     | 1600–1651        | Militär- und Raketentechnik                                                                                                 |
| Walther Simmer                          | 1888–1986        | Simmerring |
| Isaac Merritt Singer                    | 1811–1875        | Gründer der Singer Company, Verbesserung der Nähmaschine                                                                    |
| Alec Skempton                           | 1914–2001        | Geotechniker, Bodenmechaniker                                                                                               |
| Emil von Škoda                          | 1839–1900        | Maschinenbau, Gründer von Škoda                                                                                             |
| John Smeaton                            | 1724–1792        | Kanalbau, Dampfmaschine, Leuchtturm, „Vater des Bauingenieurwesens“                                                         |
| Phillip Smith                           | 1905–1987        | Smith-Diagramm (Wechselstromrechnung)                                                                                       |
| Willoughby Smith                        | 1828–1891        | Isolierstoffe |
| George Thomas Smith-Clarke              | 1884–1960        | Maschinenbauer; Kraftfahrzeugtechnik                                                                                        |
| Ulrich Smoltczyk                        | 1928–2023        | deutscher Geotechniker |
| Werner Sobek                            | * 1953           | Leichtbau, „R128“, Post Tower, Sony Center                                                                                  |
| George F. Sowers                        | 1921–1996        | Geotechniker, Bodenmechaniker                                                                                               |
| Daniel Specklin                         | 1536–1589        | Festungsbau, Kartografie |
| Elmer Ambrose Sperry                    | 1860–1930        | Lichtbogenlampensystem, Dynamomaschinen, unmagnetischer Kreiselkompass, „Lufttorpedo“                                       |
| Frank Julian Sprague                    | 1857–1934        | US-amerikanischer Elektrotechniker und Erfinder, „Vater der elektrischen Traktion“, elektrische Motoren, Bahnen und Aufzüge |
| Moritz Stambke                          | 1830–1903        | Maschinenbauer; Eisenbahnmaschinentechnik                                                                                   |
| William Stanley                         | 1858–1916        | Wechselstromtransformator                                                                                                   |
| Fritz Stastny                           | 1908–1985        | Styropor, Palusol, Neopolen                                                                                                 |
| Wilhelm Steenbeck                       | 1896–1975        | Schneidetische |
| Erwin Stein                             | 1931–2018        | Technische Mechanik |
| Karl Steinbuch                          | 1917–2005        | Informatik |
| Charles Proteus Steinmetz               | 1865–1923        | deutsch-amerikanischer Elektroingenieur; Wechselstromtheorie, Steinmetzschaltung                                            |
| Frank Stelzer                           | 1934–2007        | Stelzer-Motor |
| George Stephenson                       | 1781–1848        | Eisenbahn |
| Robert Stephenson                       | 1803–1859        | Eisenbahn, Brückenbau |
| Edwin Augustus Stevens                  | 1795–1868        | amerikanischer Ingenieur, Erfinder und Unternehmer; Panzerschiff                                                            |
| John Stevens                            | 1749–1838        | Dampfschiff, Lokomotive |
| John Frank Stevens                      | 1853–1943        | Great Northern Railroad, Panamakanal                                                                                        |
| Robert Livingston Stevens               | 1787–1856        | Eisenbahntechnik, Dampfschiffe und Fährboote, Breitfußschiene                                                               |
| Simon Stevin                            | 1548/49–1620     | Segelwagen, Festungsbau |
| Andreas Stihl                           | 1896–1973        | Motorsäge |
| Hans Peter Stihl                        | * 1932           | Maschinenbauer; Motorsägen                                                                                                  |
| Robert Stirling                         | 1790–1878        | Stirlingmotor |
| Aurel Stodola                           | 1859–1942        | slowakischer Maschinenbauingenieur und -professor; Turbinen, Dampfturbine, Stodola-Gesetz                                   |
| Franz Stolze                            | 1836–1910        | erste Gasturbine |
| Hans Straub                             | 1895–1962        | Schweizer Bauingenieur und Historiker der Bautechnik                                                                        |
| Joseph Baermann Strauss                 | 1870–1938        | Brückenbau, Golden Gate Bridge                                                                                              |
| Alfred Streck                           | 1896–1993        | deutscher Bauingenieur für Grundbau und Bodenmechanik, Professor in Hannover                                                |
| Karl Strecker                           | 1858–1934        | deutscher Physiker und Elektrotechniker; Elektrotelegraphie, Telegraphentechnik                                             |
| Emil Strub                              | 1858–1909        | Bergbahn- und Zahnradbahn-Pionier                                                                                           |
| Alfred Stucky                           | 1892–1969        | Schweizer Talsperrenbauer                                                                                                   |
| Ernst Stuhlinger                        | 1913–2008        | deutsch-amerikanischer Atom-, Elektrotechnik- und Raumfahrtwissenschaftler                                                  |
| William Sturgeon                        | 1783–1850        | Elektromagnet, Galvanometer                                                                                                 |
| Pawel Ossipowitsch Suchoi               | 1895–1975        | Suchoi-Flugzeuge |
| Su Song                                 | 1020–1101        | chinesischer Mechanikingenieur und Universalwissenschaftler                                                                 |
| Eduard Suling                           | 1856–1922        | deutscher Baumeister und Oberbaudirektor in Bremen                                                                          |
| Sunshu Ao                               | ≈630–593 v. Chr. | chinesischer Wasserbauingenieur; Bewässerung                                                                                |
| Ivan Sutherland                         | * 1938           | Computergrafik, Sketchpad, Head-Mounted Display, Cohen-Sutherland-Algorithmus                                               |
| Alan Archibald Campbell Swinton         | 1863–1930        | Bleimantelumhüllung von Kabeln, Wärmewirkung fokussierter Kathodenstrahlen                                                  |
| Wladimir Sworykin                       | 1888–1982        | Fernsehen, Elektronenmikroskop                                                                                              |
| William Symington                       | 1763–1831        | Pionier der Dampfschifffahrt, Dampfboot Charlotte Dundas                                                                    |
| Pat Symonds                             | * 1953           | Maschinenbauer; Formel-1-Renningenieur                                                                                      |
| István Szabó                            | 1906–1980        | deutsch-ungarischer Ingenieur und Mathematiker                                                                              |

## T
| Ingenieur                       | Lebensdaten | Erfindungen, Leistungen, ingenieurwissenschaftliche Tätigkeiten                                               |
| ------------------------------- | ----------- | --- |
| Mariano di Jacopo, gen. Taccola | 1382–≈1453  | Maschinen |
| Georg Talbot                    | 1864–1948   | Eisenbahningenieur und Aachener Fabrikant (Waggonfabrik Talbot)                                               |
| Kurt Tank                       | 1898–1983   | Flugzeugbauer und Luftfahrtpionier                                                                            |
| Donald Wood Taylor              | 1900–1955   | US-amerikanischer Geotechniker                                                                                |
| Frederick Winslow Taylor        | 1856–1915   | Taylorismus, Taylor-White-Verfahren, Schnellarbeitsstahl                                                      |
| Thomas Telford                  | 1757–1834   | erster moderner Bauingenieur                                                                                  |
| Bernard Tellegen                | 1900–1990   | Tellegen-Theorem                                                                                              |
| Frederick Emmons Terman         | 1900–1982   | „Vater des Silicon Valley“                                                                                    |
| Karl von Terzaghi               | 1883–1963   | Bodenmechanik                                                                                                 |
| Nikola Tesla                    | 1856–1943   | Tesla-Spule und Nutzbarmachung des Wechselstroms                                                              |
| Ludwig von Tetmajer             | 1850–1905   | Materialprüfung und -forschung                                                                                |
| Hugo Thiemann                   | 1917–2012   | Leiter Institut Battelle Genève und F&E von Nestlé                                                            |
| Alexander Thom                  | 1894–1985   | Megalithische Steinkreise, Megalithisches Yard                                                                |
| Hans Thoma                      | 1887–1973   | Erfinder von Kolbenmaschinen                                                                                  |
| Andrew Sydney Withiel Thomas    | * 1951      | Maschinenbauer und Astronaut                                                                                  |
| George Holt Thomas              | 1870–1929   | Luftfahrtpionier                                                                                              |
| Sidney Thomas                   | 1850–1885   | Thomas-Verfahren zur Stahlerzeugung                                                                           |
| Elihu Thomson                   | 1853–1937   | Elektroschweißen, Hochfrequenzgenerator und -transformator, Drei-Phasen-Motor, Gründer von Thomson und Alstom |
| James Thomson                   | 1822–1892   | irisch-schottischer Wissenschaftler, Ingenieur und Erfinder                                                   |
| James Thomson                   | 1852–1927   | schottischer Ingenieur und Architekt                                                                          |
| Reinhold Tiling                 | 1893–1933   | Raketenpionier                                                                                                |
| Fritz Todt                      | 1891–1942   | Straßenbau, Reichsautobahnen                                                                                  |
| Hans Kurt Tönshoff              | * 1934      | Maschinenbauer; Produktionstechnik                                                                            |
| Charles Cagniard de la Tour     | 1777–1859   | Sirene |
| Sakichi Toyoda                  | 1867–1930   | Gründer von Toyota, Six-Sigma-Methode                                                                         |
| Alfred Trappen                  | 1828–1908   | Maschinenbau                                                                                                  |
| Friedrich Trautwein             | 1888–1956   | Pionier der elektronischen Musik; Trautonium                                                                  |
| Charles-Armand Trépardoux       | 1853–1920   | Dampfkessel, Automobilpionier (De Dion, Bouton & Trépardoux) De-Dion-Achse                                    |
| Henri Tresca                    | 1814–1885   | Mechanik, Urmeter                                                                                             |
| Ludwig Georg Treviranus         | 1790–1869   | deutscher Mechanikingenieur                                                                                   |
| Richard Trevithick              | 1771–1833   | Pionier des Eisenbahnbaus                                                                                     |
| Richard Francis Trevithick      | 1845–1913   | britischer Ingenieur, Dampflokomotiven in Japan                                                               |
| Stephen W. Tsai                 | * 1929      | Maschinenbau: Festigkeitskriterium für Faser-Kunststoff-Verbund                                               |
| Boris Tschertok                 | 1912–2011   | sowjetischer Raketenkonstrukteur und Weltraumpionier                                                          |
| Henri Owen Tudor                | 1859–1928   | Erfinder des ersten brauchbaren Bleiakkumulators                                                              |
| Johann Gottfried Tulla          | 1770–1828   | Wasserbau, Rheinbegradigung                                                                                   |
| Alexei Andrejewitsch Tupolew    | 1925–2001   | Tupolew-Flugzeuge                                                                                             |
| Andrei Nikolajewitsch Tupolew   | 1888–1972   | Tupolew-Flugzeuge                                                                                             |
| Edward Turner                   | 1901–1973   | britischer Ingenieur und Geschäftsmann; Ariel Square Four                                                     |
| Juanelo Turriano                | >1500–1585  | Uhrmacher, Mechaniker und Automatenbauer; Wasserkunst von Toledo                                              |
| Stepan Tymoschenko              | 1878–1972   | Pionier der angewandten Mechanik (Technische Mechanik), Elastizitätstheorie, Balkentheorie                    |

## U
| Ingenieur        | Lebensdaten | Erfindungen, Leistungen, ingenieurwissenschaftliche Tätigkeiten                                        |
| ---------------- | ----------- | --- |
| Uda Shintarō     | 1896–1976   | japanischer Elektrotechniker und Miterfinder der Yagi-Uda-Antenne (mit Yagi)                           |
| Rudolf Uhlenhaut | 1906–1989   | deutscher Ingenieur und Automobilkonstrukteur; Uhlenhaut-Coupés (Mercedes 300SLR)                      |
| Richard Ulbricht | 1849–1923   | deutscher Elektrotechniker; Telegrafie-, Telefon- und Signalwesen, Schwachstromtechnik, Ulbricht-Kugel |
| Lewis Urry       | 1927–2004   | Erfinder der Alkali-Mangan-Batterie                                                                    |

## V
| Ingenieur                        | Lebensdaten    | Erfindungen, Leistungen, ingenieurwissenschaftliche Tätigkeiten                                   |
| -------------------------------- | -------------- | ------------------------------------------------------------------------------------------------- |
| Alfred Vail                      | 1807–1859      | Telegrafie                                                                                        |
| Johann Vaillant                  | 1851–1920      | Heiztechnik, Gründer von Vaillant, Badeofen                                                       |
| Cromwell Fleetwood Varley        | 1828–1883      | Doppelstrom-Verschlüsselung, Doppelstrom-Relais, Varleysche Brückenschaltung                      |
| Samuel Alfred Varley             | 1832–1921      | englischer Elektrotechniker                                                                       |
| Guillaume le Vasseur de Beauplan | ≈1600–1673     | Militäringenieur; Festungsbau                                                                     |
| Sébastien Le Prestre de Vauban   | 1633–1707      | Festungsbau                                                                                       |
| Jacques de Vaucanson             | 1709–1782      | Automaten, Roboter, Lochkartensystem                                                              |
| Christian Veder                  | 1907–1984      | österreichischer Bauingenieur für Geotechnik; Erfinder der Schlitzwandtechnik                     |
| Edy Velander                     | 1894–1961      | schwedischer Elektrotechniker                                                                     |
| Louis Vicat                      | 1786–1861      | künstlicher Zement                                                                                |
| Harry Vickers                    | 1898–1977      | Begründer der modernen Hydraulik. Erfinder der ersten Servolenkung.                               |
| Milan Vidmar                     | 1885–1962      | leistungsstarke Transformatoren und Strom-Übertragungen                                           |
| Charles Blacker Vignoles         | 1793–1875      | Eisenbahningenieur; Vignolschiene                                                                 |
| Arnold de Ville                  | 1653–1722      | wallonischer Ingenieur; Maschine von Marly                                                        |
| Leonardo da Vinci                | 1452–1519      | Maschinen- und Wasserbau, Waffen (Universalgenie)                                                 |
| Arthur Vierendeel                | 1852–1940      | Erfinder des Vierendeelträgers                                                                    |
| M. Visvesvaraya                  | 1861–1962      | Wasserbau                                                                                         |
| Vitruv                           | 1. Jh. v. Chr. | „Zehn Bücher über Architektur“, Säulenordnung                                                     |
| Hans Vogt                        | 1890–1979      | Tonfilm                                                                                           |
| Gabriel Voisin                   | 1880–1973      | Pionier der Luftfahrt, des Automobilbaus („Avions Voisin“) und der Konstruktion von Fertighäusern |

## W
| Ingenieur                        | Lebensdaten         | Erfindungen, Leistungen, ingenieurwissenschaftliche Tätigkeiten                                    |
| -------------------------------- | ------------------- | -------------------------------------------------------------------------------------------------- |
| Franz Xaver Wagner               | 1837–1907           | Wagnergetriebe, Erfinder der Typenhebelschreibmaschine                                             |
| Karl Willy Wagner                | 1883–1953           | elektrische Filter                                                                                 |
| Adolf Wallichs                   | 1869–1959           | deutscher Hochschullehrer für Werkzeugmaschinen und Betriebslehre                                  |
| Barnes Neville Wallis            | 1887–1979           | englischer Wissenschaftler und Ingenieur; Rollbombe                                                |
| Egide Walschaerts                | 1820–1901           | Maschinenbauer, Eisenbahnpionier; Walschaerts-Steuerung für Dampflokomotiven                       |
| Hellmuth Walter                  | 1900–1980           | U-Boote, Walter-Antrieb, Raketentriebwerke                                                         |
| Bernhard Walz                    | 1939–2009           | deutscher Ingenieurwissenschaftler                                                                 |
| Felix Wankel                     | 1902–1988           | Erfinder des Wankelmotors                                                                          |
| Frank Wanlass                    | 1933–2010           | US-amerikanischer Elektroingenieur                                                                 |
| Huang Wanli                      | 1911–2001           | chinesischer Ingenieur und Hydrologe                                                               |
| Hans-Jürgen Warnecke             | 1934–2019           | Maschinenbauer; Fertigungstechnik                                                                  |
| Thomas A. Watson                 | 1854–1934           | Miterfinder des Telefons                                                                           |
| Robert Watson-Watt               | 1892–1973           | Radar                                                                                              |
| James Watt                       | 1736–1819           | Verbesserung der Dampfmaschine                                                                     |
| Gustav Adolf Wayss               | 1851–1917           | Pionier des Stahlbetonbaus                                                                         |
| Max Maria von Weber              | 1822–1881           | Eisenbahn und Literatur                                                                            |
| Waloddi Weibull                  | 1887–1979           | Weibull-Verteilung                                                                                 |
| Julius Weisbach                  | 1806–1871           | Bergmaschinen, Markscheider, Vermesser                                                             |
| Klaus Weiß                       | 1932–2009           | deutscher Bauingenieur für Geotechnik, Degebo Berlin                                               |
| Anton Weißenbach                 | * 1929              | deutscher Geotechniker, speziell Baugruben                                                         |
| Alan Wells                       | 1924–2005           | britischer Ingenieur; Wells-Turbine                                                                |
| Hans Wendler                     | 1905–1989           | deutscher Dampflokomotivkonstrukteur, Braunkohlenstaubfeuerung                                     |
| Axel Leonard Wenner-Gren         | 1881–1961           | Einschienenbahn, Alwegbahn, Gründer der Electrolux                                                 |
| Jonas Wenström                   | 1855–1893           | schwedischer Starkstrom-Ingenieur, Pionier der schwedischen Elektrotechnik; Dreiphasenwechselstrom |
| Josef Werndl                     | 1831–1889           | Gründer der Österreichischen Waffenfabriksgesellschaft und Miterfinder des Tabernakelverschlusses  |
| George Westinghouse              | 1846–1914           | Druckluftbremse bei Eisenbahnen, Wechselstrommaschinen                                             |
| Jakob Johann von Weyrauch        | 1845–1917           | Ingenieurtechnik, Elastizitätslehre, Wärmetheorie und Aeromechanik                                 |
| Robert Weyrauch                  | 1874–1924           | Wasserbauer, Hydrauliker, Professor in Stuttgart                                                   |
| Richard T. Whitcomb              | 1921–2009           | amerikanischer Luft- und Raumfahrtingenieur, Winglet                                               |
| Robert Whitehead                 | 1823–1905           | Torpedo                                                                                            |
| Frank Whittle                    | 1907–1996           | Strahltriebwerk                                                                                    |
| Joseph Whitworth                 | 1803–1887           | Whitworth-Gewinde, Weiterentwicklung von Werkzeug(präzisions)maschinen                             |
| Hermann Wiebe                    | 1818–1881           | deutscher Mühlenbau- und Maschinenbauingenieur                                                     |
| Wendelin Wiedeking               | * 1952              | Maschinenbau; Porsche                                                                              |
| Thomas Wiegand                   | * 1970              | Elektrotechnik; H.264-Videokodierung                                                               |
| Heinrich Wild                    | 1877–1951           | Nivelliergeräte, Theodolite                                                                        |
| Johannes Wild                    | 1814–1894           | schweizerischer Ingenieur, Vermesser und Kartograph                                                |
| Trevor Wilkinson                 | 1923–2008           | Gründer von TVR                                                                                    |
| William Boutland Wilkinson       | 1819–1902           | Eisenbeton, Stahlbetondecken                                                                       |
| Christian Josef Willenberg       | 1676–1731           | Militäringenieur; Gründer der Bauingenieurschule in Prag                                           |
| Frederic Calland Williams        | 1911–1977           | englischer Ingenieur; Williamsröhre, Manchester Mark I                                             |
| Emil Winkler                     | 1835–1888           | Brückenbau, Tunnelbau, Erdbau, Baustatik                                                           |
| Johannes Winkler                 | 1897–1947           | erste europäische Flüssigkeitsrakete                                                               |
| Johann Baptist Winklhofer        | 1859–1949           | Mitgründer von Wanderer, Continental-Schreibmaschine, Rücktrittbremse, Motorrad                    |
| Pawel Wladimirowitsch Winogradow | * 1953              | Maschinenbauer und Kosmonaut                                                                       |
| Erich Wintermantel               | 1956–2022           | Maschinenbauer; Medizintechnik                                                                     |
| Hans Wittfoht                    | 1924–2011           | deutscher Bauingenieur und Unternehmer                                                             |
| Sigmar Wittig                    | * 1940              | Maschinenbauer; Strömungsmaschinen                                                                 |
| Walter Wittke                    | * 1934              | deutscher Ingenieur und Geotechniker                                                               |
| August Wöhler                    | 1819–1914           | Wöhlerversuch (Wöhlerlinie)                                                                        |
| William Hyde Wollaston           | 1766–1828           | Wollaston-Element, Wollaston-Prisma, Einzellinsen, Reflexions-Goniometer, Refraktometer, Dipsektor |
| Reinhard Woltman                 | 1757–1837           | Wasserbau                                                                                          |
| Johann-Dietrich Wörner           | * 1954              | Bauingenieurwesen und Raumfahrt                                                                    |
| Steve Wozniak                    | * 1950              | Mitgründer von Apple, Apple I und II                                                               |
| Gebrüder Wright                  | 1871–1948 1867–1912 | Pioniere des Motorflugzeugs                                                                        |
| Peter Wright                     | * 1946              | Maschinenbauer; Formel-1-Rennwagen-Konstrukteur                                                    |
| Charles Peter Wroth              | 1929–1991           | britischer Geotechniker                                                                            |
| Edward M. Wu                     | 1938–2009           | Festigkeitskriterium für Faser-Kunststoff-Verbund                                                  |
| Wu Xiangming                     | * 1938              | kommerzielle Umsetzung des Transrapids                                                             |
| Georg Wulf                       | 1895–1927           | Canard                                                                                             |
| Karl Wurmb                       | 1850–1907           | österreichischer Eisenbahningenieur                                                                |

## X
| Ingenieur | Lebensdaten     | Erfindungen, Leistungen, ingenieurwissenschaftliche Tätigkeiten |
| --------- | --------------- | --------------------------------------------------------------- |
| Ximen Bao | 445–396 v. Chr. | chinesischer Wasserbauingenieur; Bewässerung                    |

## Y
| Ingenieur | Lebensdaten | Erfindungen, Leistungen, ingenieurwissenschaftliche Tätigkeiten                                         |
| --------- | ----------- | --- |
| Yi Xing   | 683–727     | chinesischer Astronom, Mathematiker, Mechanischer Ingenieur und Buddhistischer Mönch; Astronomische Uhr |

## Z
| Ingenieur                           | Lebensdaten | Erfindungen, Leistungen, ingenieurwissenschaftliche Tätigkeiten                                                              |
| ----------------------------------- | ----------- | --- |
| Lotfi Zadeh                         | 1921–2017   | Elektroingenieur; Fuzzy-Mengenlehre und Fuzzylogik                                                                           |
| Elisa Leonida Zamfirescu            | 1887–1973   | Chemieingenieurin, die 1912 das erste Maschinenbau-Diplom an der TU Berlin erhielt und die Bodenschätze Rumäniens erforschte |
| Walter Zapp                         | 1905–2003   | Minox, -Kleinstbildkamera, -Taschenteleskop, -optische Geräte                                                                |
| Engelbert Zaschka                   | 1895–1955   | Hubschrauberpionier, Faltauto, Muskelkraft-Flugzeug                                                                          |
| Leonardo Zeevaert                   | 1914–2010   | mexikanischer Bauingenieur                                                                                                   |
| Johann Zeh                          | 1816–1882   | Maschinenbauer; Lokomotiv-Konstrukteur                                                                                       |
| Heinrich Zeising                    | † 1613      | sechsteiliges Maschinenbuch „Theatri machinarum“, Leipzig 1607 bis 1612/14                                                   |
| Carl Zeiss                          | 1816–1888   | Feinmechanik, Optik |
| Heinz Zemanek                       | 1920–2014   | Computerpionier |
| Clarence Melvin Zener               | 1905–1993   | Zener-Diode, Zener-Effekt |
| Ferdinand von Zeppelin              | 1838–1917   | Luftschiff |
| Dieter Zetsche                      | * 1953      | Elektroingenieur, Daimler AG                                                                                                 |
| Gustav Zeuner                       | 1828–1907   | Maschinenbau |
| Franz Ziegler                       | 1937–2016   | Maschinenbau |
| Hans Ziegler                        | 1911–1999   | Raumfahrtpionier |
| Olgierd Cecil Zienkiewicz           | 1921–2009   | Pionier der Finite-Elemente-Methode                                                                                          |
| Carl Ziese                          | 1848–1917   | Schiffsmaschinenbau bei den Schichau-Werken in Elbing, Danzig und Pillau                                                     |
| Gerhart Ziller                      | 1912–1957   | Maschinenbauer, Elektroingenieur und Minister                                                                                |
| Hans-Jürgen Zimmermann              | * 1934      | deutscher Ingenieur und Wirtschaftswissenschaftler                                                                           |
| Konstantin Eduardowitsch Ziolkowski | 1857–1935   | Raumfahrtpionier, Raketengleichung                                                                                           |
| Heinrich Zoelly                     | 1862–1937   | mexikanisch-schweizerischer Ingenieur; Dampfturbine (Zoelly-Turbine), turbinengetriebene Dampflokomotive                     |
| François Zola                       | 1795–1847   | französischer Ingenieur; Zola-Talsperre                                                                                      |
| Conradin Zschokke                   | 1842–1918   | Wasserbau, Druckluftgründung, Schwimmbagger, Gründer der Zschokke-Holding                                                    |
| Olivier Zschokke                    | 1826–1898   | Schweizer Ingenieur und Politiker; Eisenbahnwesen                                                                            |
| Richard Zschokke                    | 1865–1946   | Suworow-Denkmal, Jungfraubahn                                                                                                |
| Eduard Züblin                       | 1850–1916   | Betonbau, Gründer der Ed. Züblin AG                                                                                          |
| Günter Zumpe                        | 1929–2024   | deutscher Bauingenieur, Statik                                                                                               |
| Walter Zuppinger                    | 1814–1889   | Zuppinger-Rad |
| Konrad Zuse                         | 1910–1995   | erster Computer (eigentlich Bauingenieur)                                                                                    |